# 南蒲原郡

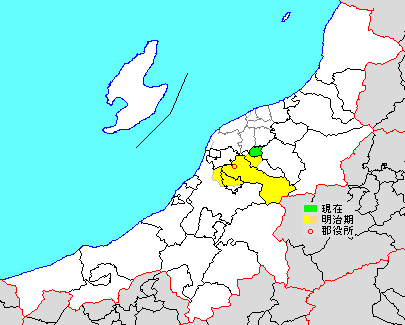
新潟県南蒲原郡の範囲（緑：田上町）

南蒲原郡（みなみかんばらぐん）は、新潟県の郡。
人口10,375人、面積31.71km²、人口密度327人/km²。（2025年3月1日、推計人口）
以下の1町を含む。
- 田上町（たがみまち）

## 郡域
1879年（明治12年）に行政区画として発足した当時の郡域は、上記1町のほか、以下の区域にあたる。
- 三条市
- 長岡市の一部（信濃川以東のうち思川新田、押切新田、池之島、坪根、大口、品之木、横山、関根、島田、長呂以北）
- 加茂市の一部（信濃川以南かつ狭口、下条以北）
- 見附市の一部（概ね刈谷田川以北および葛巻南町・傍所町飛地）
- 燕市の一部（井土巻）

## 歴史

### 郡発足までの沿革
- 「旧高旧領取調帳」に記載されている明治初年時点での、蒲原郡のうち後の本郡域の支配は以下の通り。●は寺社領が存在。（3町334村）

| 知行         | 知行                                                 | 明治3年7月        | 村数     | 村名 |
| ------------ | ---------------------------------------------------- | ----------------- | -------- | --- |
| 幕府領       | 幕府領（桑名藩預地）                                 | 新潟県            | 45村     | ●本成寺村、片口村、東鱈田村、西鱈田村、袋村、如法寺村、吉田村、吉田新村、吉田村古料、月岡村、高林新田、福島新田、浦新田、曽根新田（現：三条市）、大和田村、若宮新田新田、新堀村、高山新田（現：三条市）、岩淵村、戸口村、茅原村、帯織村、小谷内村、尾崎村、小川新田、小古瀬村、二俣村、善久寺村、善久寺新田、千把野新田、中興野新田、小古瀬新田、渡前新田、貝喰新田、藤原新田、栗林村（現：長岡市）、中野東村、中野中村、中野西村（隣接して2村存在）、黒坂村、田之尻村、下鳥新田、片桐村、加茂新田、東俣新田 |
| 幕府領       | 幕府領（桑名藩預地）                                 | 新発田藩          | 1町 26村 | 吉野屋村、矢田村、北潟村、大面村、高安寺村、小滝村、前谷内村、中曽根新田、矢立新田、上条村、加茂町、狭口村、猿毛村、坂田村、太右衛門新田、赤谷新田、茗荷谷新田、石田新田、川船河村、千刈新田、原ヶ崎新田、保明新田、湯川村、吉田新田、大沢新田、羽生田村、田上村 |
| 幕府領       | 幕府領（新発田藩預地）                               | 新潟県            | 5村      | 西野新田新田、中条新田新田、真之代新田新田、大島新田新田、代官島新田新田 |
| 幕府領       | 幕府領（水原代官所）                                 | 新潟県            | 2村      | 高橋新田、今井野新田新田 |
| 幕府領       | 旗本領（溝口双渓）                                   | 新潟県            | 6村      | 替地鬼木村、上川替地島田村、小栗山村、塚之目村替地、井栗東村、上天神林村 |
| 幕府領       | 旗本領（溝口双渓）                                   | 新発田藩          | 1村      | 下条中村 |
| 幕府領       | 旗本領（小浜盛之助）                                 | 新潟県            | 4村      | 安代村、指出村、下鳥村、梅田村 |
| 幕府領       | 旗本領（小浜盛之助）                                 | 新発田藩          | 1村      | 下保内村 |
| 幕府領       | 幕府領（桑名藩預地）・ 旗本領（溝口双渓）            | 新潟県            | 6村      | 長嶺村、須戸新田、柳場新田、鶴田村、北野新田、白山新田 |
| 幕府領       | 幕府領（桑名藩預地・ 三日市藩預地）                  | 新発田藩          | 1村      | 東保内村 |
| 藩領         | 越後村松藩                                           | 新発田藩          | 1町 75村 | 長沢村、駒込村、広手新田村、大平村、大沢村、笹巻村、桑切村、原村、荻堀村、中野原新田村、楢山村、花淵村、小長沢村、笹岡新田村、棚鱗村、荒沢村、庭月村、中野村、長崎村、名下村、牛野尾村、濁沢村、早水村、葎谷村、遅場村、吉ヶ平村、栗山村、塩野淵村、大谷村、笠堀村、大谷地村、北五百川村、南五百川村、院内村、森町村、田屋村、鹿熊村、新屋村、中浦村、蝶名林村、谷地村（現：三条市上谷地）、落合村、牛ヶ頭村、曲谷村、江口村、島川原村、中村（現：見附市）、飯田村、鹿峠村、高屋敷村、馬場村、上大浦村、下大浦村、滝谷新田村、島潟新田村、高岡新田村、福岡新田村、本所村、稲場新田村、漆原新田村、中村（現：三条市南中）、新潟村、土穿新田村、松ノ木新田村、市野坪村、中新保新田村、見附町、嶺崎村、内町村、戸代新田村、山崎興野村、島切窪村、石地村、庄川村、庄川新田村、堀溝村 |
| 藩領         | 越後村松藩                                           | 新潟県            | 19村     | 葛巻村、葛巻新田村、傍所村、鹿熊新田村、北野新田村、反田村、反田村新田、速水新田村、青木新田村、山吉村、山吉新田村、西潟新田村、加坪川新田、福島新田村（現：見附市）、狐興野村、柳橋新田村、会津興野村、市之坪興野村、小長瀬新田村 |
| 藩領         | 越後新発田藩                                         | 新潟県            | 82村     | 中村（現：三条市西中）、五明村、金子新田、入蔵村（現：三条市南入蔵）、入蔵新田、山崎新田、諏訪新田、十登新田、東光寺村、若宮新田、一ツ屋敷新田、荻島村、九ノ曽根村、蔵内村、山口新田、坂井村（現：見附市）、坂井新田、釈迦塚新田、鍋島村、道金村、向今井新田、西今井新田、今井野新田、六所興野、五十地新田、三右衛門興野、中新田、高山新田（現：長岡市）、中西村、赤沼村、小沼新田、大沼新田、下沼新田、西野新田、中条新田、真之代新田、中条村、上沼新田、中之島村、猫興野、真弓村、野口新田、野口村、亀ヶ谷新田、狐興野、並木新田、権太夫新田、長呂村、島田村、関根村、品之木村、大保村、四枚橋村、横山村、高畑村、杉ノ森村、灰島新田、大口村、池之島村、坪根村、押切新田、思川新田、大曲戸村、大曲戸新田、中興野、今町新田、上新田、下山吉村、下関新田、丸山興野、安田興野、横道新田、芝野村、江向新田、桜森村、大宮新田、柳川新田、三貫地新田、山島新田、大島新田、代官島新田、荻島興野 |
| 藩領         | 越後新発田藩                                         | 新発田藩          | 5村      | 鴨ヶ池村、塚野新田、後藤新田、横場新田、曽根新田（現：田上町） |
| 藩領         | 越後村上藩                                           | 新潟県            | 11村     | 三竹村、中新村、東大崎村、柳沢村、石上村、栗林村（現：三条市）、敦田村、谷地村（現：三条市下谷地）、西潟村、牛ヶ島村、三柳村 |
| 藩領         | 越後村上藩                                           | 新発田藩          | 1町 5村  | 三条町、上須頃村、下須頃村、井土巻村、籠場村、上野原村 |
| 藩領         | 上野高崎藩                                           | 高崎藩            | 10村     | 山王村、一ノ木戸村、中村（現：三条市北中）、田島村、新光村、荒町村、坂井村（現：三条市）、入蔵村（現：三条市北入蔵）、西大崎村、嘉坪川村、大月潟新田 |
| 藩領         | 上野高崎藩                                           | 新潟県            | 2村      | 東裏館村、西裏館村 |
| 藩領         | 陸奥会津藩                                           | 新潟県            | 10村     | 四日町村、新保村、猪子場新田、尾崎新田、鬼木村上組、鬼木村下組、鬼木新田、芹山村、泉新田、岡野新田 |
| 藩領         | 越後与板藩                                           | 与板藩            | 5村      | 中野西村（隣接して2村存在）、末宝村、鶴ヶ曽根村、福原村、松ヶ崎新田 |
| 藩領         | 伊勢桑名藩                                           | 新潟県            | 3村      | 塚野目村、塚野目村古料、鶴田新田 |
| 藩領         | 越後三日市藩                                         | 新潟県            | 2村      | 井栗西村、下天神林村 |
| 藩領         | 越後三日市藩                                         | 新発田藩          | 2村      | 下条東村、下条西村 |
| 藩領         | 越後長岡藩                                           | 新発田藩          | 1村      | 杉沢村 |
| 幕府領・藩領 | 幕府領（桑名藩預地）・ 旗本領（溝口双渓）・ 新発田藩 | 新潟県            | 2村      | 曲淵村、三林村 |
| 幕府領・藩領 | 幕府領（新発田藩預地）・ 新発田藩                    | 新潟県            | 1村      | 井戸場新田 |
| 幕府領・藩領 | 幕府領（水原代官所）・ 新発田藩                      | 三日市県・ 新潟県 | 1村      | 宮内村 |
| 幕府領・藩領 | 幕府領（桑名藩預地）・ 三日市藩                      | 新発田藩          | 1村      | 西保内村 |

- 慶応4年 
  - 4月19日（1868年5月11日） - 幕府領・旗本領が新潟裁判所の管轄となる。
  - 閏4月29日（1868年6月19日） - 戊辰戦争で新政府軍が桑名藩の陣屋がある刈羽郡柏崎を制圧。
  - 5月23日（1868年7月12日）  - 幕府領・旗本領・桑名藩領が越後府（第1次）の管轄となる。
- 明治元年 
  - 9月21日（1868年11月5日） - 越後府（第1次）が改称して新潟府となる。
  - 9月22日（1868年11月6日） - 会津戦争で会津藩が新政府軍に降伏して領地を没収され、領地が越後府の管轄となる。
- 明治2年 
  - 2月8日（1869年3月20日） - 越後府（第2次）の管轄となる。
  - 7月27日（1869年9月3日） - 水原県の管轄となる。
- 明治3年
  - 3月7日（1870年4月7日） - 新潟県（第2次）の管轄となる。
  - 7月 - 越後国内で大規模な領地替えが行われ、与板藩領および高崎藩領の大部分を除き新潟県・新発田藩領となる（管轄は上表参照。例外として宮内村の一部が三日市藩領となった）。
  - 10月22日（1870年11月15日） - 長岡藩が廃藩となり、領地が新潟県の管轄となる。
- 明治4年
  - 7月14日（1871年8月29日） - 廃藩置県により藩領が新発田県、与板県、高崎県、三日市県となる。
  - 11月20日（1871年12月31日） - 第1次府県統合により全域が新潟県（第2次）の管轄となる。
- 明治初年
  - 中村（現：見附市）が葛巻村に合併。（3町333村）
  - 谷地村（現：三条市上谷地）が上谷地村に改称。
- 明治5年（1872年） - 浦新田・曽根新田が福島新田に合併。（3町331村）
- 明治8年（1875年） - 吉田新村・吉田村古料が吉田村に、茗荷谷新田・塚野新田・後藤新田が田上村に、大島新田新田が大島新田に、代官島新田新田が代官島新田に、狐興野村が福島新田村（現：三条市）にそれぞれ合併。（3町323村）
- 明治9年（1876年）（3町315村）
  - 下条中村・下条東村・下条西村が合併して下条村となる。
  - 高林新田が月岡村に、小川新田が三林村に、大沢新田が羽生田村に、土穿新田村・松ノ木新田村が新潟村に、鶴田新田が鶴田村にそれぞれ合併。
- 明治10年（1877年）（3町304村）
  - 井栗東村・井栗西村が合併して井栗村となる。
  - 上天神林村・下天神林村が合併して天神林村となる。
  - 東保内村・西保内村が合併して上保内村となる。
  - 猿毛村が狭口村に、東俣新田・赤谷新田が上条村に、上川替地島田村が島田村に、葛巻新田村が葛巻村に、反田村新田が反田村に、市之坪興野村が市野坪村に、権太夫新田が並木新田にそれぞれ合併。
- 明治11年（1878年） - 山吉新田村・西潟新田村が山吉村に合併。（3町302村）

### 郡発足以降の沿革
- 明治12年（1879年）（3町304村）
  - 4月9日 - 郡区町村編制法の新潟県での施行により、新潟県蒲原郡のうち3町302村に行政区画としての南蒲原郡が発足。郡役所を三条町に設置。
  - 本成寺村のうち幕府領が東本成寺村、寺社領が西本成寺村に分村。
  - 曲淵村が上曲淵村・中曲淵村・下曲淵村に分村。
  - 中野村・長崎村が合併して長野村となる。
  - 谷地村（現：三条市下谷地）が下谷地村に、鬼木村上組が上鬼木村に、替地鬼木村が下鬼木村にそれぞれ改称。
  - 3ヶ所存在した中村がそれぞれ南中村（現：三条市南中）、西中村（現：三条市西中）、北中村（現：三条市北中）に改称。
  - 2ヶ所ずつ存在した高山新田、入蔵村、坂井村が東高山新田（現：三条市）、西高山新田（現：長岡市）、南入蔵村（現：三条市南入蔵）、北入蔵村（現：三条市北入蔵）、上坂井村（現：見附市）、下坂井村（現：三条市）にそれぞれ改称。
  - 2ヶ所存在した栗林村のうち1村（現：長岡市）が上栗林村に改称。
- 明治13年（1880年）（3町300村）
  - 上曲淵村・中曲淵村・下曲淵村が合併して曲淵村となる。
  - 塚之目村替地・塚野目村古料が塚野目村に合併。
- 明治14年（1881年） - 山口新田が前谷内村・山王村に合併。（3町299村）
- 明治15年（1882年）
  - 福島新田が福島新田村（現：三条市）に改称。
  - 中野西村（与板藩領）が中野西村（幕府領）に、大和田村が福島新田村（現：三条市）にそれぞれ合併。（3町297村）
- 明治16年（1883年） - 道金村・向今井新田・西今井新田が合併して今井村となる。（3町295村）
- 明治17年（1884年） - 福島新田村（現：見附市）が福島村に改称。（3町295村）
- 明治18年（1885年）（4町287村）
  - 見附町が見附本町・見附新町に分町。
  - 若宮新田新田・高橋新田が貝喰新田に、下鳥新田が下鳥村に、稲場新田村・漆原新田村・会津興野村が本所村に、十登新田が袋村に、下山吉村が上新田にそれぞれ合併。
- 明治19年（1886年）（4町270村）
  - 上栗林村・六所興野・五十地新田・三右衛門興野・中新田が合併して六所村となる。
  - 東高山新田が福島新田村に、二俣村が小古瀬村・善久寺村・渡前新田に、善久寺新田が善久寺村に、藤原新田が尾崎村に、黒坂村が小栗山村に、太右衛門新田が川船河村に、西野新田新田が西野新田に、中条新田新田が中条新田に、真之代新田新田が真之代新田に、今井野新田新田が今井野新田に、野口新田が野口村に、四枚橋村が横山村に、尾崎新田が尾崎村にそれぞれ合併。
  - 渡前新田が渡前村に改称。
- 明治20年（1887年）（5町268村）
  - 中新保新田村・小長瀬新田村が合併して仁嘉村となる。
  - 嶺崎村が見附嶺崎町に改称。
- 明治21年（1888年） - 小谷内村が帯織村に合併。（5町267村）

### 町村制以降の沿革
- 明治22年（1889年）4月1日 - 町村制の施行により以下の町村が発足。（4町53村）

- 三条町（単独町制、現・三条市）
- 一ノ木戸村 ← 一ノ木戸村、田島村、北中村（現：三条市）
- 裏館村 ← 東裏館村、西裏館村、荒町村、新光村、嘉坪川村（現：三条市）
- 上林村 ← 石上村、栗林村（現：三条市）
- 旭村 ← 柳川新田、柳場新田、須戸新田、三貫地新田（現：三条市）
- 塚野目村 ← 大宮新田、塚野目村（現：三条市）
- 大槻村 ← 鶴田村、敦田村、西潟村、下谷地村、三柳村、井栗村、牛ヶ島村、白山新田、北野新田（現：三条市）
- 西大崎村 ← 西大崎村、中新村、籠場村、三竹村、下坂井村、北入蔵村（現：三条市）
- 東大崎村 ← 東大崎村、上野原村、柳沢村（現：三条市）
- 保内村 ← 上保内村、下保内村（現：三条市）
- 下条村 ← 下条村、天神林村（現：加茂市）
- 加茂町 ← 加茂町、矢立新田、上条村（現：加茂市）
- 加新村 ← 加茂新田、山島新田（現：加茂市）
- 狭口村（単独村制、現・加茂市）
- 田上村 ← 田上村、原ヶ崎新田、湯川村（現：田上町）
- 羽生田村 ← 千刈新田、羽生田村、吉田新田、川船河村、坂田村（現：田上町）
- 横場村 ← 横場新田、曽根新田（現：田上町）
- 保明村 ← 保明新田、石田新田（現：田上町）
- 大島村 ← 大島新田、荻島興野、井戸場新田、代官島新田（現：三条市）
- 須頃村 ← 上須頃村、下須頃村（現：三条市）、井土巻村（現：燕市）
- 笹岡村 ← 笹岡新田村、楢山村、花淵村、中野原新田村（現：三条市）
- 長堀村 ← 荻堀村、原村、長沢村、大沢村、駒込村、広手新田村、大平村、笹巻村、桑切村（現：三条市）
- 大浦村 ← 上大浦村、下大浦村、馬場村（現：三条市）
- 高島村 ← 高屋敷村、高岡新田村、福岡新田村、島潟新田村、滝谷新田村（現：三条市）
- 四ツ沢村 ← 小長沢村、荒沢村、棚鱗村、庭月村（現：三条市）
- 本下田村 ← 長野村、名下村、早水村、濁沢村、牛野尾村、遅場村、葎谷村、吉ヶ平村、塩野淵村、北五百川村、南五百川村、院内村、栗山村、大谷村、大谷地村、笠堀村（現：三条市）
- 前谷村 ← 森町村、田屋村、江口村、島川原村、南中村、飯田村、鹿峠村（現：三条市）
- 外谷村 ← 上谷地村、新屋村、鹿熊村、落合村、牛ヶ頭村、中浦村、蝶名林村、曲谷村（現：三条市）
- 本城村 ← 四日町村、東本成寺村、西本成寺村、五明村、新保村、曲淵村（現：三条市）
- 槻田村 ← 諏訪新田、月岡村、如法寺村、吉田村、長嶺村、山崎新田、片口村（現：三条市）
- 金子村 ← 東鱈田村、西鱈田村、金子新田、袋村、入蔵新田、西中村、南入蔵村（現：三条市）
- 小古瀬村 ← 中曽根新田、小古瀬村、渡前村、小古瀬新田、中興野新田、鍋島村、千把野新田、芹山村、善久寺村（現：三条市）
- 福多村 ← 猪子場新田、一ツ屋敷新田、若宮新田、東光寺村、新堀村、福島新田村（現：三条市）
- 鬼木村 ← 鬼木新田、上鬼木村、下鬼木村、鬼木村下組（現：三条市）
- 尾崎村（単独村制、現・三条市）
- 五加村 ← 今井村、今井野新田、岡野新田、貝喰新田、泉新田（現：三条市）
- 大潟村 ← 大面村、高安寺村、小滝村、北潟村、矢田村、吉野屋村、鴨ヶ池村（現：三条市）
- 四王村 ← 蔵内村、茅原村、安代村、戸口村（現：三条市）
- 帯織村 ← 山王村、帯織村、荻島村、九ノ曽根村、岩淵村、前谷内村（現：三条市）
- 坂井村 ← 上坂井村、坂井新田、田之尻村、釈迦塚新田（現：見附市）
- 下関村 ← 下関新田、安田興野、丸山興野、横道新田（現：見附市）
- 三林村（単独村制、現・見附市）
- 今町 ← 今町新田、上新田（現：見附市）
- 新潟村 ← 指出村、小栗山村、新潟村、芝野村、江向新田、片桐村、梅田村、下鳥村、桜森村（現：見附市）
- 見附町 ← 見附本町、見附新町、見附嶺崎町、内町村、戸代新田村、仁嘉村、本所村（現：見附市）
- 庄川村 ← 庄川村、庄川新田村、堀溝村（現：見附市）
- 外通村 ← 島切窪村、山崎興野村、石地村（現：見附市）
- 杉沢村（単独村制、現・見附市）
- 葛巻組村 ← 葛巻村、鹿熊新田村、市野坪村、柳橋新田村、北野新田村、福島村、傍所村、速水新田村、山吉村、青木新田村、反田村、加坪川新田村（現：見附市）
- 中之島村 ← 中之島村、灰島新田、中興野、猫興野、野口村、真弓村（現：長岡市）
- 神通村 ← 大口村、池ノ島村、坪根村、大曲戸新田、思川新田、大曲戸村、押切新田（現：長岡市）
- 中通村 ← 横山村、品之木村、大保村、宮内村、長呂村、島田村、並木新田、狐興野、杉之森村、高畑村、関根村（現：長岡市）
- 中野村 ← 末宝村、福原村、松ヶ崎新田、鶴ヶ曽根村、亀ヶ谷新田、中野東村、中野西村、中野中村および三島郡海老島勇次新田、与板村［海老島］（現：長岡市）
- 中条村 ← 中条村、上沼新田（現：長岡市）
- 信条村 ← 真野代新田、中条新田、下沼新田、西野新田（現：長岡市）
- 三沼村 ← 赤沼村、小沼新田、大沼新田（現：長岡市）
- 西所村 ← 六所村、西高山新田、中西村（現：長岡市）

- 明治23年（1890年）8月22日 - 葛巻組村の一部（葛巻・青木・山吉・鹿熊・傍所）が分立して郷分村、残部（速水・福島・柳橋・市野坪・北野・加坪川・反田）が分立して出面村が発足。（4町54村）
- 明治24年（1891年）7月17日 - 小古瀬村が改称して大和村となる。
- 明治25年（1892年）12月9日（4町55村）
  - 大槻村の一部（井栗・北野新田・白山新田）が分立して井栗村が発足。
  - 大槻村の一部（鶴田）が塚野目村に編入。
- 明治30年（1897年）1月1日 - 新潟県で郡制を施行。
- 明治32年（1899年）9月15日 - 大潟村・四王村が合併し、改めて大潟村が発足。（4町54村）
- 明治34年（1901年）11月1日 - 下記の町村の統合が行われる。いずれも新設合併。（4町18村）

- 三条町 ← 三条町、一ノ木戸村
- 加茂町 ← 加茂町、狭口村、加新村
- 栗林村 ← 上林村、旭村
- 井栗村 ← 井栗村、塚野目村、大槻村［西潟・下谷地］
- 大崎村 ← 大槻村［敦田・三ツ柳・牛ケ島］、西大崎村、東大崎村、保内村
- 本成寺村 ← 本城村、槻田村、金子村
- 大島村 ← 大島村、須頃村
- 庄川村 ← 庄川村、外通村、杉沢村
- 葛巻村 ← 郷分村、出面村
- 坂井村 ← 坂井村、下関村、三林村
- 田上村 ← 田上村、羽生田村、横場村、保明村
- 長沢村 ← 笹岡村、長堀村、大浦村、高島村
- 森町村 ← 四ツ沢村、本下田村、前谷村
- 鹿峠村 ← 前谷村、外谷村
- 福島村 ← 大和村、福多村、鬼木村、尾崎村、五加村
- 大面村 ← 大潟村、帯織村
- 中之島村 ← 中之島村、神通村、中通村、中野村、中条村、信条村、西所村、三沼村

- 大正9年（1920年）10月1日 - 裏館村が三条町に編入。（4町17村）
- 大正12年（1923年）3月31日 - 郡会が廃止。郡役所は存続。
- 大正14年（1925年）4月1日 - 坂井村が今町に編入。（4町16村）
- 大正15年（1926年）6月30日 - 郡役所が廃止。以降は地域区分名称となる。
- 昭和2年（1927年）10月1日 - 栗林村の一部（石上・栗林）が三条町、残部（柳田新田・柳場新田・三貫地新田・須戸新田）が井栗村に分割編入。（4町15村）
- 昭和9年（1934年）
  - 1月1日 - 三条町が市制施行して三条市となり、郡より離脱。（3町15村）
  - 2月1日 - 庄川村が見附町に編入。（3町14村）
- 昭和26年（1951年）6月1日 - 井栗村が三条市に編入。（3町13村）
- 昭和28年（1953年）10月10日 - 見附町が古志郡北谷村を編入。
- 昭和29年（1954年）
  - 3月10日 - 下条村が加茂町に編入。加茂町が即日市制施行して加茂市となり、郡より離脱。（2町12村）
  - 3月31日 - 葛巻村・新潟村が見附町に編入。見附町が即日市制施行して見附市となり、郡より離脱。（1町10村）
  - 11月1日 - 本成寺村・大崎村が三条市に編入。（1町8村）
- 昭和30年（1955年）
  - 1月1日 - 大島村が三条市に編入。（1町7村）
  - 3月31日 - 長沢村・森町村・鹿峠村が合併して下田村が発足。（1町5村）
- 昭和31年（1956年）9月30日（4村）
  - 今町が見附市に編入。
  - 福島村と大面村が合併して栄村が発足。
- 昭和35年（1960年）4月1日 - 栄村の一部（栗舟および今井の一部[32]）が三条市に編入。
- 昭和48年（1973年）8月1日 - 田上村が町制施行して田上町となる。（1町3村）
- 昭和56年（1981年）10月1日 - 栄村が町制施行して栄町となる。（2町2村）
- 昭和61年（1986年）10月1日 - 中之島村が町制施行して中之島町となる。（3町1村）
- 平成17年（2005年）
  - 4月1日 - 中之島町が長岡市に編入。（2町1村）
  - 5月1日 - 栄町・下田村が三条市と合併し、改めて三条市が発足、郡より離脱。（1町）

### 変遷表
| 明治以前                | 明治以前                | 明治初年 - 明治22年              | 明治初年 - 明治22年              | 明治初年 - 明治22年        | 明治初年 - 明治22年        | 明治22年 4月1日 町村制施行 | 明治22年 - 明治33年            | 明治34年 - 明治45年      | 大正元年 - 昭和19年         | 大正元年 - 昭和19年        | 昭和20年 - 昭和34年           | 昭和20年 - 昭和34年          | 昭和20年 - 昭和34年          | 昭和20年 - 昭和34年         | 昭和35年 - 昭和64年           | 平成元年 - 現在             | 現在   |
| ----------------------- | ----------------------- | -------------------------------- | -------------------------------- | -------------------------- | -------------------------- | -------------------------- | ------------------------------ | ------------------------ | --------------------------- | -------------------------- | ----------------------------- | ---------------------------- | ---------------------------- | --------------------------- | ----------------------------- | --------------------------- | ------ |
| 田上村                  | 田上村                  | 田上村                           | 明治8年 田上村                   | 明治8年 田上村             | 明治8年 田上村             | 田上村                     | 田上村                         | 明治34年11月1日 田上村   | 田上村                      | 田上村                     | 田上村                        | 田上村                       | 田上村                       | 田上村                      | 昭和48年8月1日 町制 田上町    | 田上町                      | 田上町 |
| 茗荷谷新田              | 茗荷谷新田              | 茗荷谷新田                       | 明治8年 田上村                   | 明治8年 田上村             | 明治8年 田上村             | 田上村                     | 田上村                         | 明治34年11月1日 田上村   | 田上村                      | 田上村                     | 田上村                        | 田上村                       | 田上村                       | 田上村                      | 昭和48年8月1日 町制 田上町    | 田上町                      | 田上町 |
| 塚野新田                | 塚野新田                | 塚野新田                         | 明治8年 田上村                   | 明治8年 田上村             | 明治8年 田上村             | 田上村                     | 田上村                         | 明治34年11月1日 田上村   | 田上村                      | 田上村                     | 田上村                        | 田上村                       | 田上村                       | 田上村                      | 昭和48年8月1日 町制 田上町    | 田上町                      | 田上町 |
| 後藤新田                | 後藤新田                | 後藤新田                         | 明治8年 田上村                   | 明治8年 田上村             | 明治8年 田上村             | 田上村                     | 田上村                         | 明治34年11月1日 田上村   | 田上村                      | 田上村                     | 田上村                        | 田上村                       | 田上村                       | 田上村                      | 昭和48年8月1日 町制 田上町    | 田上町                      | 田上町 |
| 原ヶ崎新田              | 原ヶ崎新田              | 原ヶ崎新田                       | 原ヶ崎新田                       | 原ヶ崎新田                 | 原ヶ崎新田                 | 田上村                     | 田上村                         | 明治34年11月1日 田上村   | 田上村                      | 田上村                     | 田上村                        | 田上村                       | 田上村                       | 田上村                      | 昭和48年8月1日 町制 田上町    | 田上町                      | 田上町 |
| 湯川村                  | 湯川村                  | 湯川村                           | 湯川村                           | 湯川村                     | 湯川村                     | 田上村                     | 田上村                         | 明治34年11月1日 田上村   | 田上村                      | 田上村                     | 田上村                        | 田上村                       | 田上村                       | 田上村                      | 昭和48年8月1日 町制 田上町    | 田上町                      | 田上町 |
| 千刈新田                | 千刈新田                | 千刈新田                         | 千刈新田                         | 千刈新田                   | 千刈新田                   | 羽生田村                   | 羽生田村                       | 明治34年11月1日 田上村   | 田上村                      | 田上村                     | 田上村                        | 田上村                       | 田上村                       | 田上村                      | 昭和48年8月1日 町制 田上町    | 田上町                      | 田上町 |
| 羽生田村                | 羽生田村                | 羽生田村                         | 明治9年 羽生田村                 | 明治9年 羽生田村           | 明治9年 羽生田村           | 羽生田村                   | 羽生田村                       | 明治34年11月1日 田上村   | 田上村                      | 田上村                     | 田上村                        | 田上村                       | 田上村                       | 田上村                      | 昭和48年8月1日 町制 田上町    | 田上町                      | 田上町 |
| 大沢新田                | 大沢新田                | 大沢新田                         | 明治9年 羽生田村                 | 明治9年 羽生田村           | 明治9年 羽生田村           | 羽生田村                   | 羽生田村                       | 明治34年11月1日 田上村   | 田上村                      | 田上村                     | 田上村                        | 田上村                       | 田上村                       | 田上村                      | 昭和48年8月1日 町制 田上町    | 田上町                      | 田上町 |
| 吉田新田                | 吉田新田                | 吉田新田                         | 吉田新田                         | 吉田新田                   | 吉田新田                   | 羽生田村                   | 羽生田村                       | 明治34年11月1日 田上村   | 田上村                      | 田上村                     | 田上村                        | 田上村                       | 田上村                       | 田上村                      | 昭和48年8月1日 町制 田上町    | 田上町                      | 田上町 |
| 川船河村                | 川船河村                | 川船河村                         | 川船河村                         | 川船河村                   | 明治19年 川船河村          | 羽生田村                   | 羽生田村                       | 明治34年11月1日 田上村   | 田上村                      | 田上村                     | 田上村                        | 田上村                       | 田上村                       | 田上村                      | 昭和48年8月1日 町制 田上町    | 田上町                      | 田上町 |
| 太右衛門新田            | 太右衛門新田            | 太右衛門新田                     | 太右衛門新田                     | 太右衛門新田               | 明治19年 川船河村          | 羽生田村                   | 羽生田村                       | 明治34年11月1日 田上村   | 田上村                      | 田上村                     | 田上村                        | 田上村                       | 田上村                       | 田上村                      | 昭和48年8月1日 町制 田上町    | 田上町                      | 田上町 |
| 坂田村                  | 坂田村                  | 坂田村                           | 坂田村                           | 坂田村                     | 坂田村                     | 羽生田村                   | 羽生田村                       | 明治34年11月1日 田上村   | 田上村                      | 田上村                     | 田上村                        | 田上村                       | 田上村                       | 田上村                      | 昭和48年8月1日 町制 田上町    | 田上町                      | 田上町 |
| 横場新田                | 横場新田                | 横場新田                         | 横場新田                         | 横場新田                   | 横場新田                   | 横場村                     | 横場村                         | 明治34年11月1日 田上村   | 田上村                      | 田上村                     | 田上村                        | 田上村                       | 田上村                       | 田上村                      | 昭和48年8月1日 町制 田上町    | 田上町                      | 田上町 |
| 曽根新田                | 曽根新田                | 曽根新田                         | 曽根新田                         | 曽根新田                   | 曽根新田                   | 横場村                     | 横場村                         | 明治34年11月1日 田上村   | 田上村                      | 田上村                     | 田上村                        | 田上村                       | 田上村                       | 田上村                      | 昭和48年8月1日 町制 田上町    | 田上町                      | 田上町 |
| 保明新田                | 保明新田                | 保明新田                         | 保明新田                         | 保明新田                   | 保明新田                   | 保明村                     | 保明村                         | 明治34年11月1日 田上村   | 田上村                      | 田上村                     | 田上村                        | 田上村                       | 田上村                       | 田上村                      | 昭和48年8月1日 町制 田上町    | 田上町                      | 田上町 |
| 石田新田                | 石田新田                | 石田新田                         | 石田新田                         | 石田新田                   | 石田新田                   | 保明村                     | 保明村                         | 明治34年11月1日 田上村   | 田上村                      | 田上村                     | 田上村                        | 田上村                       | 田上村                       | 田上村                      | 昭和48年8月1日 町制 田上町    | 田上町                      | 田上町 |
| 加茂町                  | 加茂町                  | 加茂町                           | 加茂町                           | 加茂町                     | 加茂町                     | 加茂町                     | 加茂町                         | 明治34年11月1日 加茂町   | 加茂町                      | 加茂町                     | 加茂町                        | 昭和29年3月10日 市制 加茂市  | 加茂市                       | 加茂市                      | 加茂市                        | 加茂市                      | 加茂市 |
| 矢立新田                | 矢立新田                | 矢立新田                         | 矢立新田                         | 矢立新田                   | 矢立新田                   | 加茂町                     | 加茂町                         | 明治34年11月1日 加茂町   | 加茂町                      | 加茂町                     | 加茂町                        | 昭和29年3月10日 市制 加茂市  | 加茂市                       | 加茂市                      | 加茂市                        | 加茂市                      | 加茂市 |
| 上条村                  | 上条村                  | 上条村                           | 明治10年 上条村                  | 明治10年 上条村            | 明治10年 上条村            | 加茂町                     | 加茂町                         | 明治34年11月1日 加茂町   | 加茂町                      | 加茂町                     | 加茂町                        | 昭和29年3月10日 市制 加茂市  | 加茂市                       | 加茂市                      | 加茂市                        | 加茂市                      | 加茂市 |
| 東俣新田                | 東俣新田                | 東俣新田                         | 明治10年 上条村                  | 明治10年 上条村            | 明治10年 上条村            | 加茂町                     | 加茂町                         | 明治34年11月1日 加茂町   | 加茂町                      | 加茂町                     | 加茂町                        | 昭和29年3月10日 市制 加茂市  | 加茂市                       | 加茂市                      | 加茂市                        | 加茂市                      | 加茂市 |
| 赤谷新田                | 赤谷新田                | 赤谷新田                         | 明治10年 上条村                  | 明治10年 上条村            | 明治10年 上条村            | 加茂町                     | 加茂町                         | 明治34年11月1日 加茂町   | 加茂町                      | 加茂町                     | 加茂町                        | 昭和29年3月10日 市制 加茂市  | 加茂市                       | 加茂市                      | 加茂市                        | 加茂市                      | 加茂市 |
| 狭口村                  | 狭口村                  | 狭口村                           | 明治10年 狭口村                  | 明治10年 狭口村            | 明治10年 狭口村            | 狭口村                     | 狭口村                         | 明治34年11月1日 加茂町   | 加茂町                      | 加茂町                     | 加茂町                        | 昭和29年3月10日 市制 加茂市  | 加茂市                       | 加茂市                      | 加茂市                        | 加茂市                      | 加茂市 |
| 猿毛村                  | 猿毛村                  | 猿毛村                           | 明治10年 狭口村                  | 明治10年 狭口村            | 明治10年 狭口村            | 狭口村                     | 狭口村                         | 明治34年11月1日 加茂町   | 加茂町                      | 加茂町                     | 加茂町                        | 昭和29年3月10日 市制 加茂市  | 加茂市                       | 加茂市                      | 加茂市                        | 加茂市                      | 加茂市 |
| 加茂新田                | 加茂新田                | 加茂新田                         | 加茂新田                         | 加茂新田                   | 加茂新田                   | 加新村                     | 加新村                         | 明治34年11月1日 加茂町   | 加茂町                      | 加茂町                     | 加茂町                        | 昭和29年3月10日 市制 加茂市  | 加茂市                       | 加茂市                      | 加茂市                        | 加茂市                      | 加茂市 |
| 山島新田                | 山島新田                | 山島新田                         | 山島新田                         | 山島新田                   | 山島新田                   | 加新村                     | 加新村                         | 明治34年11月1日 加茂町   | 加茂町                      | 加茂町                     | 加茂町                        | 昭和29年3月10日 市制 加茂市  | 加茂市                       | 加茂市                      | 加茂市                        | 加茂市                      | 加茂市 |
| 下条中村                | 下条中村                | 下条中村                         | 明治9年 下条村                   | 明治9年 下条村             | 明治9年 下条村             | 下条村                     | 下条村                         | 下条村                   | 下条村                      | 下条村                     | 下条村                        | 昭和29年3月10日 加茂町に編入 | 加茂市                       | 加茂市                      | 加茂市                        | 加茂市                      | 加茂市 |
| 下条東村                | 下条東村                | 下条東村                         | 明治9年 下条村                   | 明治9年 下条村             | 明治9年 下条村             | 下条村                     | 下条村                         | 下条村                   | 下条村                      | 下条村                     | 下条村                        | 昭和29年3月10日 加茂町に編入 | 加茂市                       | 加茂市                      | 加茂市                        | 加茂市                      | 加茂市 |
| 下条西村                | 下条西村                | 下条西村                         | 明治9年 下条村                   | 明治9年 下条村             | 明治9年 下条村             | 下条村                     | 下条村                         | 下条村                   | 下条村                      | 下条村                     | 下条村                        | 昭和29年3月10日 加茂町に編入 | 加茂市                       | 加茂市                      | 加茂市                        | 加茂市                      | 加茂市 |
| 上天神林村              | 上天神林村              | 上天神林村                       | 明治10年 天神林村                | 明治10年 天神林村          | 明治10年 天神林村          | 下条村                     | 下条村                         | 下条村                   | 下条村                      | 下条村                     | 下条村                        | 昭和29年3月10日 加茂町に編入 | 加茂市                       | 加茂市                      | 加茂市                        | 加茂市                      | 加茂市 |
| 下天神林村              | 下天神林村              | 下天神林村                       | 明治10年 天神林村                | 明治10年 天神林村          | 明治10年 天神林村          | 下条村                     | 下条村                         | 下条村                   | 下条村                      | 下条村                     | 下条村                        | 昭和29年3月10日 加茂町に編入 | 加茂市                       | 加茂市                      | 加茂市                        | 加茂市                      | 加茂市 |
| 笹岡新田村              | 笹岡新田村              | 笹岡新田村                       | 笹岡新田村                       | 笹岡新田村                 | 笹岡新田村                 | 笹岡村                     | 笹岡村                         | 明治34年11月1日 長沢村   | 長沢村                      | 長沢村                     | 長沢村                        | 長沢村                       | 昭和30年3月31日 下田村       | 昭和30年3月31日 下田村      | 下田村                        | 平成17年5月1日 三条市       | 三条市 |
| 楢山村                  | 楢山村                  | 楢山村                           | 楢山村                           | 楢山村                     | 楢山村                     | 笹岡村                     | 笹岡村                         | 明治34年11月1日 長沢村   | 長沢村                      | 長沢村                     | 長沢村                        | 長沢村                       | 昭和30年3月31日 下田村       | 昭和30年3月31日 下田村      | 下田村                        | 平成17年5月1日 三条市       | 三条市 |
| 花淵村                  | 花淵村                  | 花淵村                           | 花淵村                           | 花淵村                     | 花淵村                     | 笹岡村                     | 笹岡村                         | 明治34年11月1日 長沢村   | 長沢村                      | 長沢村                     | 長沢村                        | 長沢村                       | 昭和30年3月31日 下田村       | 昭和30年3月31日 下田村      | 下田村                        | 平成17年5月1日 三条市       | 三条市 |
| 中野原新田村            | 中野原新田村            | 中野原新田村                     | 中野原新田村                     | 中野原新田村               | 中野原新田村               | 笹岡村                     | 笹岡村                         | 明治34年11月1日 長沢村   | 長沢村                      | 長沢村                     | 長沢村                        | 長沢村                       | 昭和30年3月31日 下田村       | 昭和30年3月31日 下田村      | 下田村                        | 平成17年5月1日 三条市       | 三条市 |
| 荻堀村                  | 荻堀村                  | 荻堀村                           | 荻堀村                           | 荻堀村                     | 荻堀村                     | 長堀村                     | 長堀村                         | 明治34年11月1日 長沢村   | 長沢村                      | 長沢村                     | 長沢村                        | 長沢村                       | 昭和30年3月31日 下田村       | 昭和30年3月31日 下田村      | 下田村                        | 平成17年5月1日 三条市       | 三条市 |
| 原村                    | 原村                    | 原村                             | 原村                             | 原村                       | 原村                       | 長堀村                     | 長堀村                         | 明治34年11月1日 長沢村   | 長沢村                      | 長沢村                     | 長沢村                        | 長沢村                       | 昭和30年3月31日 下田村       | 昭和30年3月31日 下田村      | 下田村                        | 平成17年5月1日 三条市       | 三条市 |
| 長沢村                  | 長沢村                  | 長沢村                           | 長沢村                           | 長沢村                     | 長沢村                     | 長堀村                     | 長堀村                         | 明治34年11月1日 長沢村   | 長沢村                      | 長沢村                     | 長沢村                        | 長沢村                       | 昭和30年3月31日 下田村       | 昭和30年3月31日 下田村      | 下田村                        | 平成17年5月1日 三条市       | 三条市 |
| 大沢村                  | 大沢村                  | 大沢村                           | 大沢村                           | 大沢村                     | 大沢村                     | 長堀村                     | 長堀村                         | 明治34年11月1日 長沢村   | 長沢村                      | 長沢村                     | 長沢村                        | 長沢村                       | 昭和30年3月31日 下田村       | 昭和30年3月31日 下田村      | 下田村                        | 平成17年5月1日 三条市       | 三条市 |
| 駒込村                  | 駒込村                  | 駒込村                           | 駒込村                           | 駒込村                     | 駒込村                     | 長堀村                     | 長堀村                         | 明治34年11月1日 長沢村   | 長沢村                      | 長沢村                     | 長沢村                        | 長沢村                       | 昭和30年3月31日 下田村       | 昭和30年3月31日 下田村      | 下田村                        | 平成17年5月1日 三条市       | 三条市 |
| 広手新田村              | 広手新田村              | 広手新田村                       | 広手新田村                       | 広手新田村                 | 広手新田村                 | 長堀村                     | 長堀村                         | 明治34年11月1日 長沢村   | 長沢村                      | 長沢村                     | 長沢村                        | 長沢村                       | 昭和30年3月31日 下田村       | 昭和30年3月31日 下田村      | 下田村                        | 平成17年5月1日 三条市       | 三条市 |
| 大平村                  | 大平村                  | 大平村                           | 大平村                           | 大平村                     | 大平村                     | 長堀村                     | 長堀村                         | 明治34年11月1日 長沢村   | 長沢村                      | 長沢村                     | 長沢村                        | 長沢村                       | 昭和30年3月31日 下田村       | 昭和30年3月31日 下田村      | 下田村                        | 平成17年5月1日 三条市       | 三条市 |
| 笹巻村                  | 笹巻村                  | 笹巻村                           | 笹巻村                           | 笹巻村                     | 笹巻村                     | 長堀村                     | 長堀村                         | 明治34年11月1日 長沢村   | 長沢村                      | 長沢村                     | 長沢村                        | 長沢村                       | 昭和30年3月31日 下田村       | 昭和30年3月31日 下田村      | 下田村                        | 平成17年5月1日 三条市       | 三条市 |
| 桑切村                  | 桑切村                  | 桑切村                           | 桑切村                           | 桑切村                     | 桑切村                     | 長堀村                     | 長堀村                         | 明治34年11月1日 長沢村   | 長沢村                      | 長沢村                     | 長沢村                        | 長沢村                       | 昭和30年3月31日 下田村       | 昭和30年3月31日 下田村      | 下田村                        | 平成17年5月1日 三条市       | 三条市 |
| 上大浦村                | 上大浦村                | 上大浦村                         | 上大浦村                         | 上大浦村                   | 上大浦村                   | 大浦村                     | 大浦村                         | 明治34年11月1日 長沢村   | 長沢村                      | 長沢村                     | 長沢村                        | 長沢村                       | 昭和30年3月31日 下田村       | 昭和30年3月31日 下田村      | 下田村                        | 平成17年5月1日 三条市       | 三条市 |
| 下大浦村                | 下大浦村                | 下大浦村                         | 下大浦村                         | 下大浦村                   | 下大浦村                   | 大浦村                     | 大浦村                         | 明治34年11月1日 長沢村   | 長沢村                      | 長沢村                     | 長沢村                        | 長沢村                       | 昭和30年3月31日 下田村       | 昭和30年3月31日 下田村      | 下田村                        | 平成17年5月1日 三条市       | 三条市 |
| 馬場村                  | 馬場村                  | 馬場村                           | 馬場村                           | 馬場村                     | 馬場村                     | 大浦村                     | 大浦村                         | 明治34年11月1日 長沢村   | 長沢村                      | 長沢村                     | 長沢村                        | 長沢村                       | 昭和30年3月31日 下田村       | 昭和30年3月31日 下田村      | 下田村                        | 平成17年5月1日 三条市       | 三条市 |
| 高屋敷村                | 高屋敷村                | 高屋敷村                         | 高屋敷村                         | 高屋敷村                   | 高屋敷村                   | 高島村                     | 高島村                         | 明治34年11月1日 長沢村   | 長沢村                      | 長沢村                     | 長沢村                        | 長沢村                       | 昭和30年3月31日 下田村       | 昭和30年3月31日 下田村      | 下田村                        | 平成17年5月1日 三条市       | 三条市 |
| 高岡新田村              | 高岡新田村              | 高岡新田村                       | 高岡新田村                       | 高岡新田村                 | 高岡新田村                 | 高島村                     | 高島村                         | 明治34年11月1日 長沢村   | 長沢村                      | 長沢村                     | 長沢村                        | 長沢村                       | 昭和30年3月31日 下田村       | 昭和30年3月31日 下田村      | 下田村                        | 平成17年5月1日 三条市       | 三条市 |
| 福岡新田村              | 福岡新田村              | 福岡新田村                       | 福岡新田村                       | 福岡新田村                 | 福岡新田村                 | 高島村                     | 高島村                         | 明治34年11月1日 長沢村   | 長沢村                      | 長沢村                     | 長沢村                        | 長沢村                       | 昭和30年3月31日 下田村       | 昭和30年3月31日 下田村      | 下田村                        | 平成17年5月1日 三条市       | 三条市 |
| 島潟新田村              | 島潟新田村              | 島潟新田村                       | 島潟新田村                       | 島潟新田村                 | 島潟新田村                 | 高島村                     | 高島村                         | 明治34年11月1日 長沢村   | 長沢村                      | 長沢村                     | 長沢村                        | 長沢村                       | 昭和30年3月31日 下田村       | 昭和30年3月31日 下田村      | 下田村                        | 平成17年5月1日 三条市       | 三条市 |
| 滝谷新田村              | 滝谷新田村              | 滝谷新田村                       | 滝谷新田村                       | 滝谷新田村                 | 滝谷新田村                 | 高島村                     | 高島村                         | 明治34年11月1日 長沢村   | 長沢村                      | 長沢村                     | 長沢村                        | 長沢村                       | 昭和30年3月31日 下田村       | 昭和30年3月31日 下田村      | 下田村                        | 平成17年5月1日 三条市       | 三条市 |
| 小長沢村                | 小長沢村                | 小長沢村                         | 小長沢村                         | 小長沢村                   | 小長沢村                   | 四ツ沢村                   | 四ツ沢村                       | 明治34年11月1日 森町村   | 森町村                      | 森町村                     | 森町村                        | 森町村                       | 昭和30年3月31日 下田村       | 昭和30年3月31日 下田村      | 下田村                        | 平成17年5月1日 三条市       | 三条市 |
| 荒沢村                  | 荒沢村                  | 荒沢村                           | 荒沢村                           | 荒沢村                     | 荒沢村                     | 四ツ沢村                   | 四ツ沢村                       | 明治34年11月1日 森町村   | 森町村                      | 森町村                     | 森町村                        | 森町村                       | 昭和30年3月31日 下田村       | 昭和30年3月31日 下田村      | 下田村                        | 平成17年5月1日 三条市       | 三条市 |
| 棚鱗村                  | 棚鱗村                  | 棚鱗村                           | 棚鱗村                           | 棚鱗村                     | 棚鱗村                     | 四ツ沢村                   | 四ツ沢村                       | 明治34年11月1日 森町村   | 森町村                      | 森町村                     | 森町村                        | 森町村                       | 昭和30年3月31日 下田村       | 昭和30年3月31日 下田村      | 下田村                        | 平成17年5月1日 三条市       | 三条市 |
| 庭月村                  | 庭月村                  | 庭月村                           | 庭月村                           | 庭月村                     | 庭月村                     | 四ツ沢村                   | 四ツ沢村                       | 明治34年11月1日 森町村   | 森町村                      | 森町村                     | 森町村                        | 森町村                       | 昭和30年3月31日 下田村       | 昭和30年3月31日 下田村      | 下田村                        | 平成17年5月1日 三条市       | 三条市 |
| 中野村                  | 中野村                  | 中野村                           | 明治12年 長野村                  | 明治12年 長野村            | 明治12年 長野村            | 本下田村                   | 本下田村                       | 明治34年11月1日 森町村   | 森町村                      | 森町村                     | 森町村                        | 森町村                       | 昭和30年3月31日 下田村       | 昭和30年3月31日 下田村      | 下田村                        | 平成17年5月1日 三条市       | 三条市 |
| 長崎村                  | 長崎村                  | 長崎村                           | 明治12年 長野村                  | 明治12年 長野村            | 明治12年 長野村            | 本下田村                   | 本下田村                       | 明治34年11月1日 森町村   | 森町村                      | 森町村                     | 森町村                        | 森町村                       | 昭和30年3月31日 下田村       | 昭和30年3月31日 下田村      | 下田村                        | 平成17年5月1日 三条市       | 三条市 |
| 名下村                  | 名下村                  | 名下村                           | 名下村                           | 名下村                     | 名下村                     | 本下田村                   | 本下田村                       | 明治34年11月1日 森町村   | 森町村                      | 森町村                     | 森町村                        | 森町村                       | 昭和30年3月31日 下田村       | 昭和30年3月31日 下田村      | 下田村                        | 平成17年5月1日 三条市       | 三条市 |
| 早水村                  | 早水村                  | 早水村                           | 早水村                           | 早水村                     | 早水村                     | 本下田村                   | 本下田村                       | 明治34年11月1日 森町村   | 森町村                      | 森町村                     | 森町村                        | 森町村                       | 昭和30年3月31日 下田村       | 昭和30年3月31日 下田村      | 下田村                        | 平成17年5月1日 三条市       | 三条市 |
| 濁沢村                  | 濁沢村                  | 濁沢村                           | 濁沢村                           | 濁沢村                     | 濁沢村                     | 本下田村                   | 本下田村                       | 明治34年11月1日 森町村   | 森町村                      | 森町村                     | 森町村                        | 森町村                       | 昭和30年3月31日 下田村       | 昭和30年3月31日 下田村      | 下田村                        | 平成17年5月1日 三条市       | 三条市 |
| 牛野尾村                | 牛野尾村                | 牛野尾村                         | 牛野尾村                         | 牛野尾村                   | 牛野尾村                   | 本下田村                   | 本下田村                       | 明治34年11月1日 森町村   | 森町村                      | 森町村                     | 森町村                        | 森町村                       | 昭和30年3月31日 下田村       | 昭和30年3月31日 下田村      | 下田村                        | 平成17年5月1日 三条市       | 三条市 |
| 遅場村                  | 遅場村                  | 遅場村                           | 遅場村                           | 遅場村                     | 遅場村                     | 本下田村                   | 本下田村                       | 明治34年11月1日 森町村   | 森町村                      | 森町村                     | 森町村                        | 森町村                       | 昭和30年3月31日 下田村       | 昭和30年3月31日 下田村      | 下田村                        | 平成17年5月1日 三条市       | 三条市 |
| 葎谷村                  | 葎谷村                  | 葎谷村                           | 葎谷村                           | 葎谷村                     | 葎谷村                     | 本下田村                   | 本下田村                       | 明治34年11月1日 森町村   | 森町村                      | 森町村                     | 森町村                        | 森町村                       | 昭和30年3月31日 下田村       | 昭和30年3月31日 下田村      | 下田村                        | 平成17年5月1日 三条市       | 三条市 |
| 吉ヶ平村                | 吉ヶ平村                | 吉ヶ平村                         | 吉ヶ平村                         | 吉ヶ平村                   | 吉ヶ平村                   | 本下田村                   | 本下田村                       | 明治34年11月1日 森町村   | 森町村                      | 森町村                     | 森町村                        | 森町村                       | 昭和30年3月31日 下田村       | 昭和30年3月31日 下田村      | 下田村                        | 平成17年5月1日 三条市       | 三条市 |
| 塩野淵村                | 塩野淵村                | 塩野淵村                         | 塩野淵村                         | 塩野淵村                   | 塩野淵村                   | 本下田村                   | 本下田村                       | 明治34年11月1日 森町村   | 森町村                      | 森町村                     | 森町村                        | 森町村                       | 昭和30年3月31日 下田村       | 昭和30年3月31日 下田村      | 下田村                        | 平成17年5月1日 三条市       | 三条市 |
| 北五百川村              | 北五百川村              | 北五百川村                       | 北五百川村                       | 北五百川村                 | 北五百川村                 | 本下田村                   | 本下田村                       | 明治34年11月1日 森町村   | 森町村                      | 森町村                     | 森町村                        | 森町村                       | 昭和30年3月31日 下田村       | 昭和30年3月31日 下田村      | 下田村                        | 平成17年5月1日 三条市       | 三条市 |
| 南五百川村              | 南五百川村              | 南五百川村                       | 南五百川村                       | 南五百川村                 | 南五百川村                 | 本下田村                   | 本下田村                       | 明治34年11月1日 森町村   | 森町村                      | 森町村                     | 森町村                        | 森町村                       | 昭和30年3月31日 下田村       | 昭和30年3月31日 下田村      | 下田村                        | 平成17年5月1日 三条市       | 三条市 |
| 院内村                  | 院内村                  | 院内村                           | 院内村                           | 院内村                     | 院内村                     | 本下田村                   | 本下田村                       | 明治34年11月1日 森町村   | 森町村                      | 森町村                     | 森町村                        | 森町村                       | 昭和30年3月31日 下田村       | 昭和30年3月31日 下田村      | 下田村                        | 平成17年5月1日 三条市       | 三条市 |
| 栗山村                  | 栗山村                  | 栗山村                           | 栗山村                           | 栗山村                     | 栗山村                     | 本下田村                   | 本下田村                       | 明治34年11月1日 森町村   | 森町村                      | 森町村                     | 森町村                        | 森町村                       | 昭和30年3月31日 下田村       | 昭和30年3月31日 下田村      | 下田村                        | 平成17年5月1日 三条市       | 三条市 |
| 大谷村                  | 大谷村                  | 大谷村                           | 大谷村                           | 大谷村                     | 大谷村                     | 本下田村                   | 本下田村                       | 明治34年11月1日 森町村   | 森町村                      | 森町村                     | 森町村                        | 森町村                       | 昭和30年3月31日 下田村       | 昭和30年3月31日 下田村      | 下田村                        | 平成17年5月1日 三条市       | 三条市 |
| 大谷地村                | 大谷地村                | 大谷地村                         | 大谷地村                         | 大谷地村                   | 大谷地村                   | 本下田村                   | 本下田村                       | 明治34年11月1日 森町村   | 森町村                      | 森町村                     | 森町村                        | 森町村                       | 昭和30年3月31日 下田村       | 昭和30年3月31日 下田村      | 下田村                        | 平成17年5月1日 三条市       | 三条市 |
| 笠堀村                  | 笠堀村                  | 笠堀村                           | 笠堀村                           | 笠堀村                     | 笠堀村                     | 本下田村                   | 本下田村                       | 明治34年11月1日 森町村   | 森町村                      | 森町村                     | 森町村                        | 森町村                       | 昭和30年3月31日 下田村       | 昭和30年3月31日 下田村      | 下田村                        | 平成17年5月1日 三条市       | 三条市 |
| 森町村                  | 森町村                  | 森町村                           | 森町村                           | 森町村                     | 森町村                     | 前谷村                     | 前谷村                         | 明治34年11月1日 森町村   | 森町村                      | 森町村                     | 森町村                        | 森町村                       | 昭和30年3月31日 下田村       | 昭和30年3月31日 下田村      | 下田村                        | 平成17年5月1日 三条市       | 三条市 |
| 田屋村                  | 田屋村                  | 田屋村                           | 田屋村                           | 田屋村                     | 田屋村                     | 前谷村                     | 前谷村                         | 明治34年11月1日 森町村   | 森町村                      | 森町村                     | 森町村                        | 森町村                       | 昭和30年3月31日 下田村       | 昭和30年3月31日 下田村      | 下田村                        | 平成17年5月1日 三条市       | 三条市 |
| 江口村                  | 江口村                  | 江口村                           | 江口村                           | 江口村                     | 江口村                     | 前谷村                     | 前谷村                         | 明治34年11月1日 鹿峠村   | 鹿峠村                      | 鹿峠村                     | 鹿峠村                        | 鹿峠村                       | 昭和30年3月31日 下田村       | 昭和30年3月31日 下田村      | 下田村                        | 平成17年5月1日 三条市       | 三条市 |
| 島川原村                | 島川原村                | 島川原村                         | 島川原村                         | 島川原村                   | 島川原村                   | 前谷村                     | 前谷村                         | 明治34年11月1日 鹿峠村   | 鹿峠村                      | 鹿峠村                     | 鹿峠村                        | 鹿峠村                       | 昭和30年3月31日 下田村       | 昭和30年3月31日 下田村      | 下田村                        | 平成17年5月1日 三条市       | 三条市 |
| 中村                    | 中村                    | 南中村                           | 明治12年 改称 南中村             | 明治12年 改称 南中村       | 明治12年 改称 南中村       | 前谷村                     | 前谷村                         | 明治34年11月1日 鹿峠村   | 鹿峠村                      | 鹿峠村                     | 鹿峠村                        | 鹿峠村                       | 昭和30年3月31日 下田村       | 昭和30年3月31日 下田村      | 下田村                        | 平成17年5月1日 三条市       | 三条市 |
| 飯田村                  | 飯田村                  | 飯田村                           | 飯田村                           | 飯田村                     | 飯田村                     | 前谷村                     | 前谷村                         | 明治34年11月1日 鹿峠村   | 鹿峠村                      | 鹿峠村                     | 鹿峠村                        | 鹿峠村                       | 昭和30年3月31日 下田村       | 昭和30年3月31日 下田村      | 下田村                        | 平成17年5月1日 三条市       | 三条市 |
| 鹿峠村                  | 鹿峠村                  | 鹿峠村                           | 鹿峠村                           | 鹿峠村                     | 鹿峠村                     | 前谷村                     | 前谷村                         | 明治34年11月1日 鹿峠村   | 鹿峠村                      | 鹿峠村                     | 鹿峠村                        | 鹿峠村                       | 昭和30年3月31日 下田村       | 昭和30年3月31日 下田村      | 下田村                        | 平成17年5月1日 三条市       | 三条市 |
| 谷地村                  | 谷地村                  | 明治初年 改称 上谷地村           | 明治初年 改称 上谷地村           | 明治初年 改称 上谷地村     | 明治初年 改称 上谷地村     | 外谷村                     | 外谷村                         | 明治34年11月1日 鹿峠村   | 鹿峠村                      | 鹿峠村                     | 鹿峠村                        | 鹿峠村                       | 昭和30年3月31日 下田村       | 昭和30年3月31日 下田村      | 下田村                        | 平成17年5月1日 三条市       | 三条市 |
| 新屋村                  | 新屋村                  | 新屋村                           | 新屋村                           | 新屋村                     | 新屋村                     | 外谷村                     | 外谷村                         | 明治34年11月1日 鹿峠村   | 鹿峠村                      | 鹿峠村                     | 鹿峠村                        | 鹿峠村                       | 昭和30年3月31日 下田村       | 昭和30年3月31日 下田村      | 下田村                        | 平成17年5月1日 三条市       | 三条市 |
| 鹿熊村                  | 鹿熊村                  | 鹿熊村                           | 鹿熊村                           | 鹿熊村                     | 鹿熊村                     | 外谷村                     | 外谷村                         | 明治34年11月1日 鹿峠村   | 鹿峠村                      | 鹿峠村                     | 鹿峠村                        | 鹿峠村                       | 昭和30年3月31日 下田村       | 昭和30年3月31日 下田村      | 下田村                        | 平成17年5月1日 三条市       | 三条市 |
| 落合村                  | 落合村                  | 落合村                           | 落合村                           | 落合村                     | 落合村                     | 外谷村                     | 外谷村                         | 明治34年11月1日 鹿峠村   | 鹿峠村                      | 鹿峠村                     | 鹿峠村                        | 鹿峠村                       | 昭和30年3月31日 下田村       | 昭和30年3月31日 下田村      | 下田村                        | 平成17年5月1日 三条市       | 三条市 |
| 牛ヶ頭村                | 牛ヶ頭村                | 牛ヶ頭村                         | 牛ヶ頭村                         | 牛ヶ頭村                   | 牛ヶ頭村                   | 外谷村                     | 外谷村                         | 明治34年11月1日 鹿峠村   | 鹿峠村                      | 鹿峠村                     | 鹿峠村                        | 鹿峠村                       | 昭和30年3月31日 下田村       | 昭和30年3月31日 下田村      | 下田村                        | 平成17年5月1日 三条市       | 三条市 |
| 中浦村                  | 中浦村                  | 中浦村                           | 中浦村                           | 中浦村                     | 中浦村                     | 外谷村                     | 外谷村                         | 明治34年11月1日 鹿峠村   | 鹿峠村                      | 鹿峠村                     | 鹿峠村                        | 鹿峠村                       | 昭和30年3月31日 下田村       | 昭和30年3月31日 下田村      | 下田村                        | 平成17年5月1日 三条市       | 三条市 |
| 蝶名林村                | 蝶名林村                | 蝶名林村                         | 蝶名林村                         | 蝶名林村                   | 蝶名林村                   | 外谷村                     | 外谷村                         | 明治34年11月1日 鹿峠村   | 鹿峠村                      | 鹿峠村                     | 鹿峠村                        | 鹿峠村                       | 昭和30年3月31日 下田村       | 昭和30年3月31日 下田村      | 下田村                        | 平成17年5月1日 三条市       | 三条市 |
| 曲谷村                  | 曲谷村                  | 曲谷村                           | 曲谷村                           | 曲谷村                     | 曲谷村                     | 外谷村                     | 外谷村                         | 明治34年11月1日 鹿峠村   | 鹿峠村                      | 鹿峠村                     | 鹿峠村                        | 鹿峠村                       | 昭和30年3月31日 下田村       | 昭和30年3月31日 下田村      | 下田村                        | 平成17年5月1日 三条市       | 三条市 |
| 大面村                  | 大面村                  | 大面村                           | 大面村                           | 大面村                     | 大面村                     | 大潟村                     | 明治32年9月15日 大潟村         | 明治34年11月1日 大面村   | 大面村                      | 大面村                     | 大面村                        | 大面村                       | 栄村                         | 栄村                        | 昭和56年10月1日 町制 栄町     | 平成17年5月1日 三条市       | 三条市 |
| 高安寺村                | 高安寺村                | 高安寺村                         | 高安寺村                         | 高安寺村                   | 高安寺村                   | 大潟村                     | 明治32年9月15日 大潟村         | 明治34年11月1日 大面村   | 大面村                      | 大面村                     | 大面村                        | 大面村                       | 栄村                         | 栄村                        | 昭和56年10月1日 町制 栄町     | 平成17年5月1日 三条市       | 三条市 |
| 小滝村                  | 小滝村                  | 小滝村                           | 小滝村                           | 小滝村                     | 小滝村                     | 大潟村                     | 明治32年9月15日 大潟村         | 明治34年11月1日 大面村   | 大面村                      | 大面村                     | 大面村                        | 大面村                       | 栄村                         | 栄村                        | 昭和56年10月1日 町制 栄町     | 平成17年5月1日 三条市       | 三条市 |
| 北潟村                  | 北潟村                  | 北潟村                           | 北潟村                           | 北潟村                     | 北潟村                     | 大潟村                     | 明治32年9月15日 大潟村         | 明治34年11月1日 大面村   | 大面村                      | 大面村                     | 大面村                        | 大面村                       | 栄村                         | 栄村                        | 昭和56年10月1日 町制 栄町     | 平成17年5月1日 三条市       | 三条市 |
| 矢田村                  | 矢田村                  | 矢田村                           | 矢田村                           | 矢田村                     | 矢田村                     | 大潟村                     | 明治32年9月15日 大潟村         | 明治34年11月1日 大面村   | 大面村                      | 大面村                     | 大面村                        | 大面村                       | 栄村                         | 栄村                        | 昭和56年10月1日 町制 栄町     | 平成17年5月1日 三条市       | 三条市 |
| 吉野屋村                | 吉野屋村                | 吉野屋村                         | 吉野屋村                         | 吉野屋村                   | 吉野屋村                   | 大潟村                     | 明治32年9月15日 大潟村         | 明治34年11月1日 大面村   | 大面村                      | 大面村                     | 大面村                        | 大面村                       | 栄村                         | 栄村                        | 昭和56年10月1日 町制 栄町     | 平成17年5月1日 三条市       | 三条市 |
| 鴨ヶ池村                | 鴨ヶ池村                | 鴨ヶ池村                         | 鴨ヶ池村                         | 鴨ヶ池村                   | 鴨ヶ池村                   | 大潟村                     | 明治32年9月15日 大潟村         | 明治34年11月1日 大面村   | 大面村                      | 大面村                     | 大面村                        | 大面村                       | 栄村                         | 栄村                        | 昭和56年10月1日 町制 栄町     | 平成17年5月1日 三条市       | 三条市 |
| 蔵内村                  | 蔵内村                  | 蔵内村                           | 蔵内村                           | 蔵内村                     | 蔵内村                     | 四王村                     | 明治32年9月15日 大潟村         | 明治34年11月1日 大面村   | 大面村                      | 大面村                     | 大面村                        | 大面村                       | 栄村                         | 栄村                        | 昭和56年10月1日 町制 栄町     | 平成17年5月1日 三条市       | 三条市 |
| 茅原村                  | 茅原村                  | 茅原村                           | 茅原村                           | 茅原村                     | 茅原村                     | 四王村                     | 明治32年9月15日 大潟村         | 明治34年11月1日 大面村   | 大面村                      | 大面村                     | 大面村                        | 大面村                       | 栄村                         | 栄村                        | 昭和56年10月1日 町制 栄町     | 平成17年5月1日 三条市       | 三条市 |
| 安代村                  | 安代村                  | 安代村                           | 安代村                           | 安代村                     | 安代村                     | 四王村                     | 明治32年9月15日 大潟村         | 明治34年11月1日 大面村   | 大面村                      | 大面村                     | 大面村                        | 大面村                       | 栄村                         | 栄村                        | 昭和56年10月1日 町制 栄町     | 平成17年5月1日 三条市       | 三条市 |
| 戸口村                  | 戸口村                  | 戸口村                           | 戸口村                           | 戸口村                     | 戸口村                     | 四王村                     | 明治32年9月15日 大潟村         | 明治34年11月1日 大面村   | 大面村                      | 大面村                     | 大面村                        | 大面村                       | 栄村                         | 栄村                        | 昭和56年10月1日 町制 栄町     | 平成17年5月1日 三条市       | 三条市 |
| 帯織村                  | 帯織村                  | 帯織村                           | 帯織村                           | 帯織村                     | 明治21年 帯織村            | 帯織村                     | 帯織村                         | 明治34年11月1日 大面村   | 大面村                      | 大面村                     | 大面村                        | 大面村                       | 栄村                         | 栄村                        | 昭和56年10月1日 町制 栄町     | 平成17年5月1日 三条市       | 三条市 |
| 小谷内村                | 小谷内村                | 小谷内村                         | 小谷内村                         | 小谷内村                   | 明治21年 帯織村            | 帯織村                     | 帯織村                         | 明治34年11月1日 大面村   | 大面村                      | 大面村                     | 大面村                        | 大面村                       | 栄村                         | 栄村                        | 昭和56年10月1日 町制 栄町     | 平成17年5月1日 三条市       | 三条市 |
| 荻島村                  | 荻島村                  | 荻島村                           | 荻島村                           | 荻島村                     | 荻島村                     | 帯織村                     | 帯織村                         | 明治34年11月1日 大面村   | 大面村                      | 大面村                     | 大面村                        | 大面村                       | 栄村                         | 栄村                        | 昭和56年10月1日 町制 栄町     | 平成17年5月1日 三条市       | 三条市 |
| 九ノ曽根村              | 九ノ曽根村              | 九ノ曽根村                       | 九ノ曽根村                       | 九ノ曽根村                 | 九ノ曽根村                 | 帯織村                     | 帯織村                         | 明治34年11月1日 大面村   | 大面村                      | 大面村                     | 大面村                        | 大面村                       | 栄村                         | 栄村                        | 昭和56年10月1日 町制 栄町     | 平成17年5月1日 三条市       | 三条市 |
| 岩淵村                  | 岩淵村                  | 岩淵村                           | 岩淵村                           | 岩淵村                     | 岩淵村                     | 帯織村                     | 帯織村                         | 明治34年11月1日 大面村   | 大面村                      | 大面村                     | 大面村                        | 大面村                       | 栄村                         | 栄村                        | 昭和56年10月1日 町制 栄町     | 平成17年5月1日 三条市       | 三条市 |
| 山王村                  | 山王村                  | 山王村                           | 山王村                           | 明治14年 山王村            | 明治14年 山王村            | 帯織村                     | 帯織村                         | 明治34年11月1日 大面村   | 大面村                      | 大面村                     | 大面村                        | 大面村                       | 栄村                         | 栄村                        | 昭和56年10月1日 町制 栄町     | 平成17年5月1日 三条市       | 三条市 |
| 山口新田                | 一部                    | 山口新田                         | 山口新田                         | 明治14年 山王村            | 明治14年 山王村            | 帯織村                     | 帯織村                         | 明治34年11月1日 大面村   | 大面村                      | 大面村                     | 大面村                        | 大面村                       | 栄村                         | 栄村                        | 昭和56年10月1日 町制 栄町     | 平成17年5月1日 三条市       | 三条市 |
| 山口新田                | 一部                    | 山口新田                         | 山口新田                         | 明治14年 前谷内村          | 明治14年 前谷内村          | 帯織村                     | 帯織村                         | 明治34年11月1日 大面村   | 大面村                      | 大面村                     | 大面村                        | 大面村                       | 栄村                         | 栄村                        | 昭和56年10月1日 町制 栄町     | 平成17年5月1日 三条市       | 三条市 |
| 前谷内村                | 前谷内村                | 前谷内村                         | 前谷内村                         | 明治14年 前谷内村          | 明治14年 前谷内村          | 帯織村                     | 帯織村                         | 明治34年11月1日 大面村   | 大面村                      | 大面村                     | 大面村                        | 大面村                       | 栄村                         | 栄村                        | 昭和56年10月1日 町制 栄町     | 平成17年5月1日 三条市       | 三条市 |
| 中曽根新田              | 中曽根新田              | 中曽根新田                       | 中曽根新田                       | 中曽根新田                 | 中曽根新田                 | 小古瀬村                   | 小古瀬村                       | 明治34年11月1日 福島村   | 福島村                      | 福島村                     | 福島村                        | 福島村                       | 栄村                         | 栄村                        | 昭和56年10月1日 町制 栄町     | 平成17年5月1日 三条市       | 三条市 |
| 中興野新田              | 中興野新田              | 中興野新田                       | 中興野新田                       | 中興野新田                 | 中興野新田                 | 小古瀬村                   | 小古瀬村                       | 明治34年11月1日 福島村   | 福島村                      | 福島村                     | 福島村                        | 福島村                       | 栄村                         | 栄村                        | 昭和56年10月1日 町制 栄町     | 平成17年5月1日 三条市       | 三条市 |
| 鍋島村                  | 鍋島村                  | 鍋島村                           | 鍋島村                           | 鍋島村                     | 鍋島村                     | 小古瀬村                   | 小古瀬村                       | 明治34年11月1日 福島村   | 福島村                      | 福島村                     | 福島村                        | 福島村                       | 栄村                         | 栄村                        | 昭和56年10月1日 町制 栄町     | 平成17年5月1日 三条市       | 三条市 |
| 千把野新田              | 千把野新田              | 千把野新田                       | 千把野新田                       | 千把野新田                 | 千把野新田                 | 小古瀬村                   | 小古瀬村                       | 明治34年11月1日 福島村   | 福島村                      | 福島村                     | 福島村                        | 福島村                       | 栄村                         | 栄村                        | 昭和56年10月1日 町制 栄町     | 平成17年5月1日 三条市       | 三条市 |
| 芹山村                  | 芹山村                  | 芹山村                           | 芹山村                           | 芹山村                     | 芹山村                     | 小古瀬村                   | 小古瀬村                       | 明治34年11月1日 福島村   | 福島村                      | 福島村                     | 福島村                        | 福島村                       | 栄村                         | 栄村                        | 昭和56年10月1日 町制 栄町     | 平成17年5月1日 三条市       | 三条市 |
| 小古瀬新田              | 小古瀬新田              | 小古瀬新田                       | 小古瀬新田                       | 小古瀬新田                 | 小古瀬新田                 | 小古瀬村                   | 小古瀬村                       | 明治34年11月1日 福島村   | 福島村                      | 福島村                     | 福島村                        | 福島村                       | 栄村                         | 栄村                        | 昭和56年10月1日 町制 栄町     | 平成17年5月1日 三条市       | 三条市 |
| 小古瀬村                | 小古瀬村                | 小古瀬村                         | 小古瀬村                         | 小古瀬村                   | 明治19年 小古瀬村          | 小古瀬村                   | 小古瀬村                       | 明治34年11月1日 福島村   | 福島村                      | 福島村                     | 福島村                        | 福島村                       | 栄村                         | 栄村                        | 昭和56年10月1日 町制 栄町     | 平成17年5月1日 三条市       | 三条市 |
| 二俣村                  | 一部                    | 二俣村                           | 二俣村                           | 二俣村                     | 明治19年 小古瀬村          | 小古瀬村                   | 小古瀬村                       | 明治34年11月1日 福島村   | 福島村                      | 福島村                     | 福島村                        | 福島村                       | 栄村                         | 栄村                        | 昭和56年10月1日 町制 栄町     | 平成17年5月1日 三条市       | 三条市 |
| 二俣村                  | 一部                    | 二俣村                           | 二俣村                           | 二俣村                     | 明治19年 渡前村            | 小古瀬村                   | 小古瀬村                       | 明治34年11月1日 福島村   | 福島村                      | 福島村                     | 福島村                        | 福島村                       | 栄村                         | 栄村                        | 昭和56年10月1日 町制 栄町     | 平成17年5月1日 三条市       | 三条市 |
| 二俣村                  | 一部                    | 二俣村                           | 二俣村                           | 二俣村                     | 明治19年 善久寺村          | 小古瀬村                   | 小古瀬村                       | 明治34年11月1日 福島村   | 福島村                      | 福島村                     | 福島村                        | 福島村                       | 栄村                         | 栄村                        | 昭和56年10月1日 町制 栄町     | 平成17年5月1日 三条市       | 三条市 |
| 善久寺村                | 善久寺村                | 善久寺村                         | 善久寺村                         | 善久寺村                   | 明治19年 善久寺村          | 小古瀬村                   | 小古瀬村                       | 明治34年11月1日 福島村   | 福島村                      | 福島村                     | 福島村                        | 福島村                       | 栄村                         | 栄村                        | 昭和56年10月1日 町制 栄町     | 平成17年5月1日 三条市       | 三条市 |
| 善久寺新田              | 善久寺新田              | 善久寺新田                       | 善久寺新田                       | 善久寺新田                 | 明治19年 善久寺村          | 小古瀬村                   | 小古瀬村                       | 明治34年11月1日 福島村   | 福島村                      | 福島村                     | 福島村                        | 福島村                       | 栄村                         | 栄村                        | 昭和56年10月1日 町制 栄町     | 平成17年5月1日 三条市       | 三条市 |
| 渡前新田                | 渡前新田                | 渡前新田                         | 渡前新田                         | 渡前新田                   | 明治19年 渡前村            | 小古瀬村                   | 小古瀬村                       | 明治34年11月1日 福島村   | 福島村                      | 福島村                     | 福島村                        | 福島村                       | 栄村                         | 栄村                        | 昭和56年10月1日 町制 栄町     | 平成17年5月1日 三条市       | 三条市 |
| 猪子場新田              | 猪子場新田              | 猪子場新田                       | 猪子場新田                       | 猪子場新田                 | 猪子場新田                 | 福多村                     | 福多村                         | 明治34年11月1日 福島村   | 福島村                      | 福島村                     | 福島村                        | 福島村                       | 栄村                         | 栄村                        | 昭和56年10月1日 町制 栄町     | 平成17年5月1日 三条市       | 三条市 |
| 一ツ屋敷新田            | 一ツ屋敷新田            | 一ツ屋敷新田                     | 一ツ屋敷新田                     | 一ツ屋敷新田               | 一ツ屋敷新田               | 福多村                     | 福多村                         | 明治34年11月1日 福島村   | 福島村                      | 福島村                     | 福島村                        | 福島村                       | 栄村                         | 栄村                        | 昭和56年10月1日 町制 栄町     | 平成17年5月1日 三条市       | 三条市 |
| 若宮新田                | 若宮新田                | 若宮新田                         | 若宮新田                         | 若宮新田                   | 若宮新田                   | 福多村                     | 福多村                         | 明治34年11月1日 福島村   | 福島村                      | 福島村                     | 福島村                        | 福島村                       | 栄村                         | 栄村                        | 昭和56年10月1日 町制 栄町     | 平成17年5月1日 三条市       | 三条市 |
| 東光寺村                | 東光寺村                | 東光寺村                         | 東光寺村                         | 東光寺村                   | 東光寺村                   | 福多村                     | 福多村                         | 明治34年11月1日 福島村   | 福島村                      | 福島村                     | 福島村                        | 福島村                       | 栄村                         | 栄村                        | 昭和56年10月1日 町制 栄町     | 平成17年5月1日 三条市       | 三条市 |
| 新堀村                  | 新堀村                  | 新堀村                           | 新堀村                           | 新堀村                     | 新堀村                     | 福多村                     | 福多村                         | 明治34年11月1日 福島村   | 福島村                      | 福島村                     | 福島村                        | 福島村                       | 栄村                         | 栄村                        | 昭和56年10月1日 町制 栄町     | 平成17年5月1日 三条市       | 三条市 |
| 福島新田                | 福島新田                | 明治5年 福島新田                 | 明治8年 福島新田                 | 明治15年 福島新田村        | 明治19年 福島新田村        | 福多村                     | 福多村                         | 明治34年11月1日 福島村   | 福島村                      | 福島村                     | 福島村                        | 福島村                       | 栄村                         | 栄村                        | 昭和56年10月1日 町制 栄町     | 平成17年5月1日 三条市       | 三条市 |
| 浦新田                  |                         | 明治5年 福島新田                 | 明治8年 福島新田                 | 明治15年 福島新田村        | 明治19年 福島新田村        | 福多村                     | 福多村                         | 明治34年11月1日 福島村   | 福島村                      | 福島村                     | 福島村                        | 福島村                       | 栄村                         | 栄村                        | 昭和56年10月1日 町制 栄町     | 平成17年5月1日 三条市       | 三条市 |
| 曽根新田                |                         | 明治5年 福島新田                 | 明治8年 福島新田                 | 明治15年 福島新田村        | 明治19年 福島新田村        | 福多村                     | 福多村                         | 明治34年11月1日 福島村   | 福島村                      | 福島村                     | 福島村                        | 福島村                       | 栄村                         | 栄村                        | 昭和56年10月1日 町制 栄町     | 平成17年5月1日 三条市       | 三条市 |
| 狐興野村                | 狐興野村                | 狐興野村                         | 明治8年 福島新田                 | 明治15年 福島新田村        | 明治19年 福島新田村        | 福多村                     | 福多村                         | 明治34年11月1日 福島村   | 福島村                      | 福島村                     | 福島村                        | 福島村                       | 栄村                         | 栄村                        | 昭和56年10月1日 町制 栄町     | 平成17年5月1日 三条市       | 三条市 |
| 大和田村                | 大和田村                | 大和田村                         | 大和田村                         | 明治15年 福島新田村        | 明治19年 福島新田村        | 福多村                     | 福多村                         | 明治34年11月1日 福島村   | 福島村                      | 福島村                     | 福島村                        | 福島村                       | 栄村                         | 栄村                        | 昭和56年10月1日 町制 栄町     | 平成17年5月1日 三条市       | 三条市 |
| 高山新田                | 高山新田                | 高山新田                         | 明治12年 改称 東高山新田         | 明治12年 改称 東高山新田   | 明治19年 福島新田村        | 福多村                     | 福多村                         | 明治34年11月1日 福島村   | 福島村                      | 福島村                     | 福島村                        | 福島村                       | 栄村                         | 栄村                        | 昭和56年10月1日 町制 栄町     | 平成17年5月1日 三条市       | 三条市 |
| 鬼木新田                | 鬼木新田                | 鬼木新田                         | 鬼木新田                         | 鬼木新田                   | 鬼木新田                   | 鬼木村                     | 鬼木村                         | 明治34年11月1日 福島村   | 福島村                      | 福島村                     | 福島村                        | 福島村                       | 栄村                         | 栄村                        | 昭和56年10月1日 町制 栄町     | 平成17年5月1日 三条市       | 三条市 |
| 鬼木村上組              | 鬼木村上組              | 鬼木村上組                       | 明治12年 改称 上鬼木村           | 明治12年 改称 上鬼木村     | 明治12年 改称 上鬼木村     | 鬼木村                     | 鬼木村                         | 明治34年11月1日 福島村   | 福島村                      | 福島村                     | 福島村                        | 福島村                       | 栄村                         | 栄村                        | 昭和56年10月1日 町制 栄町     | 平成17年5月1日 三条市       | 三条市 |
| 替地鬼木村              | 替地鬼木村              | 替地鬼木村                       | 明治12年 改称 下鬼木村           | 明治12年 改称 下鬼木村     | 明治12年 改称 下鬼木村     | 鬼木村                     | 鬼木村                         | 明治34年11月1日 福島村   | 福島村                      | 福島村                     | 福島村                        | 福島村                       | 栄村                         | 栄村                        | 昭和56年10月1日 町制 栄町     | 平成17年5月1日 三条市       | 三条市 |
| 鬼木村下組              | 鬼木村下組              | 鬼木村下組                       | 鬼木村下組                       | 鬼木村下組                 | 鬼木村下組                 | 鬼木村                     | 鬼木村                         | 明治34年11月1日 福島村   | 福島村                      | 福島村                     | 福島村                        | 福島村                       | 栄村                         | 栄村                        | 昭和56年10月1日 町制 栄町     | 平成17年5月1日 三条市       | 三条市 |
| 尾崎村                  | 尾崎村                  | 尾崎村                           | 尾崎村                           | 尾崎村                     | 明治19年 尾崎村            | 尾崎村                     | 尾崎村                         | 明治34年11月1日 福島村   | 福島村                      | 福島村                     | 福島村                        | 福島村                       | 栄村                         | 栄村                        | 昭和56年10月1日 町制 栄町     | 平成17年5月1日 三条市       | 三条市 |
| 尾崎新田                | 尾崎新田                | 尾崎新田                         | 尾崎新田                         | 尾崎新田                   | 明治19年 尾崎村            | 尾崎村                     | 尾崎村                         | 明治34年11月1日 福島村   | 福島村                      | 福島村                     | 福島村                        | 福島村                       | 栄村                         | 栄村                        | 昭和56年10月1日 町制 栄町     | 平成17年5月1日 三条市       | 三条市 |
| 藤原新田                | 藤原新田                | 藤原新田                         | 藤原新田                         | 藤原新田                   | 明治19年 尾崎村            | 尾崎村                     | 尾崎村                         | 明治34年11月1日 福島村   | 福島村                      | 福島村                     | 福島村                        | 福島村                       | 栄村                         | 栄村                        | 昭和56年10月1日 町制 栄町     | 平成17年5月1日 三条市       | 三条市 |
| 岡野新田                | 岡野新田                | 岡野新田                         | 岡野新田                         | 岡野新田                   | 岡野新田                   | 五加村                     | 五加村                         | 明治34年11月1日 福島村   | 福島村                      | 福島村                     | 福島村                        | 福島村                       | 栄村                         | 栄村                        | 昭和56年10月1日 町制 栄町     | 平成17年5月1日 三条市       | 三条市 |
| 貝喰新田                | 貝喰新田                | 貝喰新田                         | 貝喰新田                         | 明治18年 貝喰新田          | 明治18年 貝喰新田          | 五加村                     | 五加村                         | 明治34年11月1日 福島村   | 福島村                      | 福島村                     | 福島村                        | 福島村                       | 栄村                         | 栄村                        | 昭和56年10月1日 町制 栄町     | 平成17年5月1日 三条市       | 三条市 |
| 若宮新田新田            | 若宮新田新田            | 若宮新田新田                     | 若宮新田新田                     | 明治18年 貝喰新田          | 明治18年 貝喰新田          | 五加村                     | 五加村                         | 明治34年11月1日 福島村   | 福島村                      | 福島村                     | 福島村                        | 福島村                       | 栄村                         | 栄村                        | 昭和56年10月1日 町制 栄町     | 平成17年5月1日 三条市       | 三条市 |
| 高橋新田                | 高橋新田                | 高橋新田                         | 高橋新田                         | 明治18年 貝喰新田          | 明治18年 貝喰新田          | 五加村                     | 五加村                         | 明治34年11月1日 福島村   | 福島村                      | 福島村                     | 福島村                        | 福島村                       | 栄村                         | 栄村                        | 昭和56年10月1日 町制 栄町     | 平成17年5月1日 三条市       | 三条市 |
| 泉新田                  | 泉新田                  | 泉新田                           | 泉新田                           | 泉新田                     | 泉新田                     | 五加村                     | 五加村                         | 明治34年11月1日 福島村   | 福島村                      | 福島村                     | 福島村                        | 福島村                       | 栄村                         | 栄村                        | 昭和56年10月1日 町制 栄町     | 平成17年5月1日 三条市       | 三条市 |
| 道金村                  | 道金村                  | 道金村                           | 道金村                           | 明治16年 今井村            | 明治16年 今井村            | 五加村                     | 五加村                         | 明治34年11月1日 福島村   | 福島村                      | 福島村                     | 福島村                        | 福島村                       | 栄村                         | 栄村                        | 昭和56年10月1日 町制 栄町     | 平成17年5月1日 三条市       | 三条市 |
| 向今井新田              | 向今井新田              | 向今井新田                       | 向今井新田                       | 明治16年 今井村            | 明治16年 今井村            | 五加村                     | 五加村                         | 明治34年11月1日 福島村   | 福島村                      | 福島村                     | 福島村                        | 福島村                       | 栄村                         | 栄村                        | 昭和56年10月1日 町制 栄町     | 平成17年5月1日 三条市       | 三条市 |
| 西今井新田              | 西今井新田              | 西今井新田                       | 西今井新田                       | 明治16年 今井村            | 明治16年 今井村            | 五加村                     | 五加村                         | 明治34年11月1日 福島村   | 福島村                      | 福島村                     | 福島村                        | 福島村                       | 栄村                         | 栄村                        | 昭和56年10月1日 町制 栄町     | 平成17年5月1日 三条市       | 三条市 |
| 今井野新田新田          | 今井野新田新田          | 今井野新田新田                   | 今井野新田新田                   | 今井野新田新田             | 明治19年 今井野新田        | 五加村                     | 五加村                         | 明治34年11月1日 福島村   | 福島村                      | 福島村                     | 福島村                        | 福島村                       | 栄村                         | 栄村                        | 昭和56年10月1日 町制 栄町     | 平成17年5月1日 三条市       | 三条市 |
| 今井野新田              | 一部を除く              | 今井野新田                       | 今井野新田                       | 今井野新田                 | 明治19年 今井野新田        | 五加村                     | 五加村                         | 明治34年11月1日 福島村   | 福島村                      | 福島村                     | 福島村                        | 福島村                       | 栄村                         | 栄村                        | 昭和56年10月1日 町制 栄町     | 平成17年5月1日 三条市       | 三条市 |
| 今井野新田              | 一部                    | 今井野新田                       | 今井野新田                       | 今井野新田                 | 明治19年 今井野新田        | 五加村                     | 五加村                         | 明治34年11月1日 福島村   | 福島村                      | 福島村                     | 福島村                        | 福島村                       | 栄村                         | 昭和35年4月1日 三条市に編入 | 三条市                        | 平成17年5月1日 三条市       | 三条市 |
| 三条町                  | 三条町                  | 三条町                           | 三条町                           | 三条町                     | 三条町                     | 三条町                     | 三条町                         | 明治34年11月1日 三条町   | 三条町                      | 昭和9年1月1日 市制 三条市  | 三条市                        | 三条市                       | 三条市                       | 三条市                      | 三条市                        | 平成17年5月1日 三条市       | 三条市 |
| 一ノ木戸村              | 一ノ木戸村              | 一ノ木戸村                       | 一ノ木戸村                       | 一ノ木戸村                 | 一ノ木戸村                 | 一ノ木戸村                 | 一ノ木戸村                     | 明治34年11月1日 三条町   | 三条町                      | 昭和9年1月1日 市制 三条市  | 三条市                        | 三条市                       | 三条市                       | 三条市                      | 三条市                        | 平成17年5月1日 三条市       | 三条市 |
| 田島村                  | 田島村                  | 田島村                           | 田島村                           | 田島村                     | 田島村                     | 一ノ木戸村                 | 一ノ木戸村                     | 明治34年11月1日 三条町   | 三条町                      | 昭和9年1月1日 市制 三条市  | 三条市                        | 三条市                       | 三条市                       | 三条市                      | 三条市                        | 平成17年5月1日 三条市       | 三条市 |
| 中村                    | 中村                    | 中村                             | 明治12年 改称 北中村             | 明治12年 改称 北中村       | 明治12年 改称 北中村       | 一ノ木戸村                 | 一ノ木戸村                     | 明治34年11月1日 三条町   | 三条町                      | 昭和9年1月1日 市制 三条市  | 三条市                        | 三条市                       | 三条市                       | 三条市                      | 三条市                        | 平成17年5月1日 三条市       | 三条市 |
| 東裏館村                | 東裏館村                | 東裏館村                         | 東裏館村                         | 東裏館村                   | 東裏館村                   | 裏館村                     | 裏館村                         | 裏館村                   | 大正9年10月1日 三条町に編入 | 昭和9年1月1日 市制 三条市  | 三条市                        | 三条市                       | 三条市                       | 三条市                      | 三条市                        | 平成17年5月1日 三条市       | 三条市 |
| 西裏館村                | 西裏館村                | 西裏館村                         | 西裏館村                         | 西裏館村                   | 西裏館村                   | 裏館村                     | 裏館村                         | 裏館村                   | 大正9年10月1日 三条町に編入 | 昭和9年1月1日 市制 三条市  | 三条市                        | 三条市                       | 三条市                       | 三条市                      | 三条市                        | 平成17年5月1日 三条市       | 三条市 |
| 荒町村                  | 荒町村                  | 荒町村                           | 荒町村                           | 荒町村                     | 荒町村                     | 裏館村                     | 裏館村                         | 裏館村                   | 大正9年10月1日 三条町に編入 | 昭和9年1月1日 市制 三条市  | 三条市                        | 三条市                       | 三条市                       | 三条市                      | 三条市                        | 平成17年5月1日 三条市       | 三条市 |
| 新光村                  | 新光村                  | 新光村                           | 新光村                           | 新光村                     | 新光村                     | 裏館村                     | 裏館村                         | 裏館村                   | 大正9年10月1日 三条町に編入 | 昭和9年1月1日 市制 三条市  | 三条市                        | 三条市                       | 三条市                       | 三条市                      | 三条市                        | 平成17年5月1日 三条市       | 三条市 |
| 嘉坪川村                | 嘉坪川村                | 嘉坪川村                         | 嘉坪川村                         | 嘉坪川村                   | 嘉坪川村                   | 裏館村                     | 裏館村                         | 裏館村                   | 大正9年10月1日 三条町に編入 | 昭和9年1月1日 市制 三条市  | 三条市                        | 三条市                       | 三条市                       | 三条市                      | 三条市                        | 平成17年5月1日 三条市       | 三条市 |
| 石上村                  | 石上村                  | 石上村                           | 石上村                           | 石上村                     | 石上村                     | 上林村                     | 上林村                         | 明治34年11月1日 栗林村   | 昭和2年10月1日 三条町に編入 | 昭和9年1月1日 市制 三条市  | 三条市                        | 三条市                       | 三条市                       | 三条市                      | 三条市                        | 平成17年5月1日 三条市       | 三条市 |
| 栗林村                  | 栗林村                  | 栗林村                           | 栗林村                           | 栗林村                     | 栗林村                     | 上林村                     | 上林村                         | 明治34年11月1日 栗林村   | 昭和2年10月1日 三条町に編入 | 昭和9年1月1日 市制 三条市  | 三条市                        | 三条市                       | 三条市                       | 三条市                      | 三条市                        | 平成17年5月1日 三条市       | 三条市 |
| 柳川新田                | 柳川新田                | 柳川新田                         | 柳川新田                         | 柳川新田                   | 柳川新田                   | 旭村                       | 旭村                           | 明治34年11月1日 栗林村   | 昭和2年10月1日 井栗村に編入 | 井栗村                     | 昭和26年6月1日 三条市に編入   | 三条市                       | 三条市                       | 三条市                      | 三条市                        | 平成17年5月1日 三条市       | 三条市 |
| 柳場新田                | 柳場新田                | 柳場新田                         | 柳場新田                         | 柳場新田                   | 柳場新田                   | 旭村                       | 旭村                           | 明治34年11月1日 栗林村   | 昭和2年10月1日 井栗村に編入 | 井栗村                     | 昭和26年6月1日 三条市に編入   | 三条市                       | 三条市                       | 三条市                      | 三条市                        | 平成17年5月1日 三条市       | 三条市 |
| 須戸新田                | 須戸新田                | 須戸新田                         | 須戸新田                         | 須戸新田                   | 須戸新田                   | 旭村                       | 旭村                           | 明治34年11月1日 栗林村   | 昭和2年10月1日 井栗村に編入 | 井栗村                     | 昭和26年6月1日 三条市に編入   | 三条市                       | 三条市                       | 三条市                      | 三条市                        | 平成17年5月1日 三条市       | 三条市 |
| 三貫地新田              | 三貫地新田              | 三貫地新田                       | 三貫地新田                       | 三貫地新田                 | 三貫地新田                 | 旭村                       | 旭村                           | 明治34年11月1日 栗林村   | 昭和2年10月1日 井栗村に編入 | 井栗村                     | 昭和26年6月1日 三条市に編入   | 三条市                       | 三条市                       | 三条市                      | 三条市                        | 平成17年5月1日 三条市       | 三条市 |
| 大宮新田                | 大宮新田                | 大宮新田                         | 大宮新田                         | 大宮新田                   | 大宮新田                   | 塚野目村                   | 塚野目村                       | 明治34年11月1日 井栗村   | 井栗村                      | 井栗村                     | 昭和26年6月1日 三条市に編入   | 三条市                       | 三条市                       | 三条市                      | 三条市                        | 平成17年5月1日 三条市       | 三条市 |
| 塚野目村                | 塚野目村                | 塚野目村                         | 塚野目村                         | 明治13年 塚野目村          | 明治13年 塚野目村          | 塚野目村                   | 塚野目村                       | 明治34年11月1日 井栗村   | 井栗村                      | 井栗村                     | 昭和26年6月1日 三条市に編入   | 三条市                       | 三条市                       | 三条市                      | 三条市                        | 平成17年5月1日 三条市       | 三条市 |
| 塚野目村古料            | 塚野目村古料            | 塚野目村古料                     | 塚野目村古料                     | 明治13年 塚野目村          | 明治13年 塚野目村          | 塚野目村                   | 塚野目村                       | 明治34年11月1日 井栗村   | 井栗村                      | 井栗村                     | 昭和26年6月1日 三条市に編入   | 三条市                       | 三条市                       | 三条市                      | 三条市                        | 平成17年5月1日 三条市       | 三条市 |
| 塚之目村替地            | 塚之目村替地            | 塚之目村替地                     | 塚之目村替地                     | 明治13年 塚野目村          | 明治13年 塚野目村          | 塚野目村                   | 塚野目村                       | 明治34年11月1日 井栗村   | 井栗村                      | 井栗村                     | 昭和26年6月1日 三条市に編入   | 三条市                       | 三条市                       | 三条市                      | 三条市                        | 平成17年5月1日 三条市       | 三条市 |
| 鶴田村                  | 鶴田村                  | 鶴田村                           | 明治9年 鶴田村                   | 明治9年 鶴田村             | 明治9年 鶴田村             | 大槻村                     | 明治25年12月9日 塚野目村に編入 | 明治34年11月1日 井栗村   | 井栗村                      | 井栗村                     | 昭和26年6月1日 三条市に編入   | 三条市                       | 三条市                       | 三条市                      | 三条市                        | 平成17年5月1日 三条市       | 三条市 |
| 鶴田新田                | 鶴田新田                | 鶴田新田                         | 明治9年 鶴田村                   | 明治9年 鶴田村             | 明治9年 鶴田村             | 大槻村                     | 明治25年12月9日 塚野目村に編入 | 明治34年11月1日 井栗村   | 井栗村                      | 井栗村                     | 昭和26年6月1日 三条市に編入   | 三条市                       | 三条市                       | 三条市                      | 三条市                        | 平成17年5月1日 三条市       | 三条市 |
| 井栗東村                | 井栗東村                | 井栗東村                         | 明治10年 井栗村                  | 明治10年 井栗村            | 明治10年 井栗村            | 大槻村                     | 明治25年12月9日 分立 井栗村    | 明治34年11月1日 井栗村   | 井栗村                      | 井栗村                     | 昭和26年6月1日 三条市に編入   | 三条市                       | 三条市                       | 三条市                      | 三条市                        | 平成17年5月1日 三条市       | 三条市 |
| 井栗西村                | 井栗西村                | 井栗西村                         | 明治10年 井栗村                  | 明治10年 井栗村            | 明治10年 井栗村            | 大槻村                     | 明治25年12月9日 分立 井栗村    | 明治34年11月1日 井栗村   | 井栗村                      | 井栗村                     | 昭和26年6月1日 三条市に編入   | 三条市                       | 三条市                       | 三条市                      | 三条市                        | 平成17年5月1日 三条市       | 三条市 |
| 白山新田                | 白山新田                | 白山新田                         | 白山新田                         | 白山新田                   | 白山新田                   | 大槻村                     | 明治25年12月9日 分立 井栗村    | 明治34年11月1日 井栗村   | 井栗村                      | 井栗村                     | 昭和26年6月1日 三条市に編入   | 三条市                       | 三条市                       | 三条市                      | 三条市                        | 平成17年5月1日 三条市       | 三条市 |
| 北野新田                | 北野新田                | 北野新田                         | 北野新田                         | 北野新田                   | 北野新田                   | 大槻村                     | 明治25年12月9日 分立 井栗村    | 明治34年11月1日 井栗村   | 井栗村                      | 井栗村                     | 昭和26年6月1日 三条市に編入   | 三条市                       | 三条市                       | 三条市                      | 三条市                        | 平成17年5月1日 三条市       | 三条市 |
| 西潟村                  | 西潟村                  | 西潟村                           | 西潟村                           | 西潟村                     | 西潟村                     | 大槻村                     | 大槻村                         | 明治34年11月1日 井栗村   | 井栗村                      | 井栗村                     | 昭和26年6月1日 三条市に編入   | 三条市                       | 三条市                       | 三条市                      | 三条市                        | 平成17年5月1日 三条市       | 三条市 |
| 谷地村                  | 谷地村                  | 谷地村                           | 明治12年 改称 下谷地村           | 明治12年 改称 下谷地村     | 明治12年 改称 下谷地村     | 大槻村                     | 大槻村                         | 明治34年11月1日 井栗村   | 井栗村                      | 井栗村                     | 昭和26年6月1日 三条市に編入   | 三条市                       | 三条市                       | 三条市                      | 三条市                        | 平成17年5月1日 三条市       | 三条市 |
| 敦田村                  | 敦田村                  | 敦田村                           | 敦田村                           | 敦田村                     | 敦田村                     | 大槻村                     | 大槻村                         | 明治34年11月1日 大崎村   | 大崎村                      | 大崎村                     | 大崎村                        | 昭和29年11月1日 三条市に編入 | 三条市                       | 三条市                      | 三条市                        | 平成17年5月1日 三条市       | 三条市 |
| 三柳村                  | 三柳村                  | 三柳村                           | 三柳村                           | 三柳村                     | 三柳村                     | 大槻村                     | 大槻村                         | 明治34年11月1日 大崎村   | 大崎村                      | 大崎村                     | 大崎村                        | 昭和29年11月1日 三条市に編入 | 三条市                       | 三条市                      | 三条市                        | 平成17年5月1日 三条市       | 三条市 |
| 牛ヶ島村                | 牛ヶ島村                | 牛ヶ島村                         | 牛ヶ島村                         | 牛ヶ島村                   | 牛ヶ島村                   | 大槻村                     | 大槻村                         | 明治34年11月1日 大崎村   | 大崎村                      | 大崎村                     | 大崎村                        | 昭和29年11月1日 三条市に編入 | 三条市                       | 三条市                      | 三条市                        | 平成17年5月1日 三条市       | 三条市 |
| 西大崎村                | 西大崎村                | 西大崎村                         | 西大崎村                         | 西大崎村                   | 西大崎村                   | 西大崎村                   | 西大崎村                       | 明治34年11月1日 大崎村   | 大崎村                      | 大崎村                     | 大崎村                        | 昭和29年11月1日 三条市に編入 | 三条市                       | 三条市                      | 三条市                        | 平成17年5月1日 三条市       | 三条市 |
| 中新村                  | 中新村                  | 中新村                           | 中新村                           | 中新村                     | 中新村                     | 西大崎村                   | 西大崎村                       | 明治34年11月1日 大崎村   | 大崎村                      | 大崎村                     | 大崎村                        | 昭和29年11月1日 三条市に編入 | 三条市                       | 三条市                      | 三条市                        | 平成17年5月1日 三条市       | 三条市 |
| 籠場村                  | 籠場村                  | 籠場村                           | 籠場村                           | 籠場村                     | 籠場村                     | 西大崎村                   | 西大崎村                       | 明治34年11月1日 大崎村   | 大崎村                      | 大崎村                     | 大崎村                        | 昭和29年11月1日 三条市に編入 | 三条市                       | 三条市                      | 三条市                        | 平成17年5月1日 三条市       | 三条市 |
| 三竹村                  | 三竹村                  | 三竹村                           | 三竹村                           | 三竹村                     | 三竹村                     | 西大崎村                   | 西大崎村                       | 明治34年11月1日 大崎村   | 大崎村                      | 大崎村                     | 大崎村                        | 昭和29年11月1日 三条市に編入 | 三条市                       | 三条市                      | 三条市                        | 平成17年5月1日 三条市       | 三条市 |
| 坂井村                  | 坂井村                  | 坂井村                           | 明治12年 改称 下坂井村           | 明治12年 改称 下坂井村     | 明治12年 改称 下坂井村     | 西大崎村                   | 西大崎村                       | 明治34年11月1日 大崎村   | 大崎村                      | 大崎村                     | 大崎村                        | 昭和29年11月1日 三条市に編入 | 三条市                       | 三条市                      | 三条市                        | 平成17年5月1日 三条市       | 三条市 |
| 入蔵村                  | 入蔵村                  | 入蔵村                           | 明治12年 改称 北入蔵村           | 明治12年 改称 北入蔵村     | 明治12年 改称 北入蔵村     | 西大崎村                   | 西大崎村                       | 明治34年11月1日 大崎村   | 大崎村                      | 大崎村                     | 大崎村                        | 昭和29年11月1日 三条市に編入 | 三条市                       | 三条市                      | 三条市                        | 平成17年5月1日 三条市       | 三条市 |
| 東大崎村                | 東大崎村                | 東大崎村                         | 東大崎村                         | 東大崎村                   | 東大崎村                   | 東大崎村                   | 東大崎村                       | 明治34年11月1日 大崎村   | 大崎村                      | 大崎村                     | 大崎村                        | 昭和29年11月1日 三条市に編入 | 三条市                       | 三条市                      | 三条市                        | 平成17年5月1日 三条市       | 三条市 |
| 上野原村                | 上野原村                | 上野原村                         | 上野原村                         | 上野原村                   | 上野原村                   | 東大崎村                   | 東大崎村                       | 明治34年11月1日 大崎村   | 大崎村                      | 大崎村                     | 大崎村                        | 昭和29年11月1日 三条市に編入 | 三条市                       | 三条市                      | 三条市                        | 平成17年5月1日 三条市       | 三条市 |
| 柳沢村                  | 柳沢村                  | 柳沢村                           | 柳沢村                           | 柳沢村                     | 柳沢村                     | 東大崎村                   | 東大崎村                       | 明治34年11月1日 大崎村   | 大崎村                      | 大崎村                     | 大崎村                        | 昭和29年11月1日 三条市に編入 | 三条市                       | 三条市                      | 三条市                        | 平成17年5月1日 三条市       | 三条市 |
| 東保内村                | 東保内村                | 東保内村                         | 明治10年 上保内村                | 明治10年 上保内村          | 明治10年 上保内村          | 保内村                     | 保内村                         | 明治34年11月1日 大崎村   | 大崎村                      | 大崎村                     | 大崎村                        | 昭和29年11月1日 三条市に編入 | 三条市                       | 三条市                      | 三条市                        | 平成17年5月1日 三条市       | 三条市 |
| 西保内村                | 西保内村                | 西保内村                         | 明治10年 上保内村                | 明治10年 上保内村          | 明治10年 上保内村          | 保内村                     | 保内村                         | 明治34年11月1日 大崎村   | 大崎村                      | 大崎村                     | 大崎村                        | 昭和29年11月1日 三条市に編入 | 三条市                       | 三条市                      | 三条市                        | 平成17年5月1日 三条市       | 三条市 |
| 下保内村                | 下保内村                | 下保内村                         | 下保内村                         | 下保内村                   | 下保内村                   | 保内村                     | 保内村                         | 明治34年11月1日 大崎村   | 大崎村                      | 大崎村                     | 大崎村                        | 昭和29年11月1日 三条市に編入 | 三条市                       | 三条市                      | 三条市                        | 平成17年5月1日 三条市       | 三条市 |
| 四日町村                | 四日町村                | 四日町村                         | 四日町村                         | 四日町村                   | 四日町村                   | 本城村                     | 本城村                         | 明治34年11月1日 本成寺村 | 本成寺村                    | 本成寺村                   | 本成寺村                      | 昭和29年11月1日 三条市に編入 | 三条市                       | 三条市                      | 三条市                        | 平成17年5月1日 三条市       | 三条市 |
| 本成寺村                | （幕府領）              | 本成寺村                         | 明治12年 東本成寺村              | 明治12年 東本成寺村        | 明治12年 東本成寺村        | 本城村                     | 本城村                         | 明治34年11月1日 本成寺村 | 本成寺村                    | 本成寺村                   | 本成寺村                      | 昭和29年11月1日 三条市に編入 | 三条市                       | 三条市                      | 三条市                        | 平成17年5月1日 三条市       | 三条市 |
| 本成寺村                | （寺社領）              | 本成寺村                         | 明治12年 西本成寺村              | 明治12年 西本成寺村        | 明治12年 西本成寺村        | 本城村                     | 本城村                         | 明治34年11月1日 本成寺村 | 本成寺村                    | 本成寺村                   | 本成寺村                      | 昭和29年11月1日 三条市に編入 | 三条市                       | 三条市                      | 三条市                        | 平成17年5月1日 三条市       | 三条市 |
| 五明村                  | 五明村                  | 五明村                           | 五明村                           | 五明村                     | 五明村                     | 本城村                     | 本城村                         | 明治34年11月1日 本成寺村 | 本成寺村                    | 本成寺村                   | 本成寺村                      | 昭和29年11月1日 三条市に編入 | 三条市                       | 三条市                      | 三条市                        | 平成17年5月1日 三条市       | 三条市 |
| 新保村                  | 新保村                  | 新保村                           | 新保村                           | 新保村                     | 新保村                     | 本城村                     | 本城村                         | 明治34年11月1日 本成寺村 | 本成寺村                    | 本成寺村                   | 本成寺村                      | 昭和29年11月1日 三条市に編入 | 三条市                       | 三条市                      | 三条市                        | 平成17年5月1日 三条市       | 三条市 |
| 曲淵村                  | 曲淵村                  | 曲淵村                           | 明治12年 上曲淵村                | 明治13年 曲淵村            | 明治13年 曲淵村            | 本城村                     | 本城村                         | 明治34年11月1日 本成寺村 | 本成寺村                    | 本成寺村                   | 本成寺村                      | 昭和29年11月1日 三条市に編入 | 三条市                       | 三条市                      | 三条市                        | 平成17年5月1日 三条市       | 三条市 |
| 曲淵村                  | 曲淵村                  | 曲淵村                           | 明治12年 中曲淵村                | 明治13年 曲淵村            | 明治13年 曲淵村            | 本城村                     | 本城村                         | 明治34年11月1日 本成寺村 | 本成寺村                    | 本成寺村                   | 本成寺村                      | 昭和29年11月1日 三条市に編入 | 三条市                       | 三条市                      | 三条市                        | 平成17年5月1日 三条市       | 三条市 |
| 曲淵村                  | 曲淵村                  | 曲淵村                           | 明治12年 下曲淵村                | 明治13年 曲淵村            | 明治13年 曲淵村            | 本城村                     | 本城村                         | 明治34年11月1日 本成寺村 | 本成寺村                    | 本成寺村                   | 本成寺村                      | 昭和29年11月1日 三条市に編入 | 三条市                       | 三条市                      | 三条市                        | 平成17年5月1日 三条市       | 三条市 |
| 諏訪新田                | 諏訪新田                | 諏訪新田                         | 諏訪新田                         | 諏訪新田                   | 諏訪新田                   | 槻田村                     | 槻田村                         | 明治34年11月1日 本成寺村 | 本成寺村                    | 本成寺村                   | 本成寺村                      | 昭和29年11月1日 三条市に編入 | 三条市                       | 三条市                      | 三条市                        | 平成17年5月1日 三条市       | 三条市 |
| 月岡村                  | 月岡村                  | 月岡村                           | 明治9年 月岡村                   | 明治9年 月岡村             | 明治9年 月岡村             | 槻田村                     | 槻田村                         | 明治34年11月1日 本成寺村 | 本成寺村                    | 本成寺村                   | 本成寺村                      | 昭和29年11月1日 三条市に編入 | 三条市                       | 三条市                      | 三条市                        | 平成17年5月1日 三条市       | 三条市 |
| 高林新田                | 高林新田                | 高林新田                         | 明治9年 月岡村                   | 明治9年 月岡村             | 明治9年 月岡村             | 槻田村                     | 槻田村                         | 明治34年11月1日 本成寺村 | 本成寺村                    | 本成寺村                   | 本成寺村                      | 昭和29年11月1日 三条市に編入 | 三条市                       | 三条市                      | 三条市                        | 平成17年5月1日 三条市       | 三条市 |
| 如法寺村                | 如法寺村                | 如法寺村                         | 如法寺村                         | 如法寺村                   | 如法寺村                   | 槻田村                     | 槻田村                         | 明治34年11月1日 本成寺村 | 本成寺村                    | 本成寺村                   | 本成寺村                      | 昭和29年11月1日 三条市に編入 | 三条市                       | 三条市                      | 三条市                        | 平成17年5月1日 三条市       | 三条市 |
| 吉田村                  | 吉田村                  | 吉田村                           | 明治8年 吉田村                   | 明治8年 吉田村             | 明治8年 吉田村             | 槻田村                     | 槻田村                         | 明治34年11月1日 本成寺村 | 本成寺村                    | 本成寺村                   | 本成寺村                      | 昭和29年11月1日 三条市に編入 | 三条市                       | 三条市                      | 三条市                        | 平成17年5月1日 三条市       | 三条市 |
| 吉田新村                | 吉田新村                | 吉田新村                         | 明治8年 吉田村                   | 明治8年 吉田村             | 明治8年 吉田村             | 槻田村                     | 槻田村                         | 明治34年11月1日 本成寺村 | 本成寺村                    | 本成寺村                   | 本成寺村                      | 昭和29年11月1日 三条市に編入 | 三条市                       | 三条市                      | 三条市                        | 平成17年5月1日 三条市       | 三条市 |
| 吉田村古料              | 吉田村古料              | 吉田村古料                       | 明治8年 吉田村                   | 明治8年 吉田村             | 明治8年 吉田村             | 槻田村                     | 槻田村                         | 明治34年11月1日 本成寺村 | 本成寺村                    | 本成寺村                   | 本成寺村                      | 昭和29年11月1日 三条市に編入 | 三条市                       | 三条市                      | 三条市                        | 平成17年5月1日 三条市       | 三条市 |
| 長嶺村                  | 長嶺村                  | 長嶺村                           | 長嶺村                           | 長嶺村                     | 長嶺村                     | 槻田村                     | 槻田村                         | 明治34年11月1日 本成寺村 | 本成寺村                    | 本成寺村                   | 本成寺村                      | 昭和29年11月1日 三条市に編入 | 三条市                       | 三条市                      | 三条市                        | 平成17年5月1日 三条市       | 三条市 |
| 山崎新田                | 山崎新田                | 山崎新田                         | 山崎新田                         | 山崎新田                   | 山崎新田                   | 槻田村                     | 槻田村                         | 明治34年11月1日 本成寺村 | 本成寺村                    | 本成寺村                   | 本成寺村                      | 昭和29年11月1日 三条市に編入 | 三条市                       | 三条市                      | 三条市                        | 平成17年5月1日 三条市       | 三条市 |
| 片口村                  | 片口村                  | 片口村                           | 片口村                           | 片口村                     | 片口村                     | 槻田村                     | 槻田村                         | 明治34年11月1日 本成寺村 | 本成寺村                    | 本成寺村                   | 本成寺村                      | 昭和29年11月1日 三条市に編入 | 三条市                       | 三条市                      | 三条市                        | 平成17年5月1日 三条市       | 三条市 |
| 東鱈田村                | 東鱈田村                | 東鱈田村                         | 東鱈田村                         | 東鱈田村                   | 東鱈田村                   | 金子村                     | 金子村                         | 明治34年11月1日 本成寺村 | 本成寺村                    | 本成寺村                   | 本成寺村                      | 昭和29年11月1日 三条市に編入 | 三条市                       | 三条市                      | 三条市                        | 平成17年5月1日 三条市       | 三条市 |
| 西鱈田村                | 西鱈田村                | 西鱈田村                         | 西鱈田村                         | 西鱈田村                   | 西鱈田村                   | 金子村                     | 金子村                         | 明治34年11月1日 本成寺村 | 本成寺村                    | 本成寺村                   | 本成寺村                      | 昭和29年11月1日 三条市に編入 | 三条市                       | 三条市                      | 三条市                        | 平成17年5月1日 三条市       | 三条市 |
| 金子新田                | 金子新田                | 金子新田                         | 金子新田                         | 金子新田                   | 金子新田                   | 金子村                     | 金子村                         | 明治34年11月1日 本成寺村 | 本成寺村                    | 本成寺村                   | 本成寺村                      | 昭和29年11月1日 三条市に編入 | 三条市                       | 三条市                      | 三条市                        | 平成17年5月1日 三条市       | 三条市 |
| 袋村                    | 袋村                    | 袋村                             | 袋村                             | 明治18年 袋村              | 明治18年 袋村              | 金子村                     | 金子村                         | 明治34年11月1日 本成寺村 | 本成寺村                    | 本成寺村                   | 本成寺村                      | 昭和29年11月1日 三条市に編入 | 三条市                       | 三条市                      | 三条市                        | 平成17年5月1日 三条市       | 三条市 |
| 十登新田                | 十登新田                | 十登新田                         | 十登新田                         | 明治18年 袋村              | 明治18年 袋村              | 金子村                     | 金子村                         | 明治34年11月1日 本成寺村 | 本成寺村                    | 本成寺村                   | 本成寺村                      | 昭和29年11月1日 三条市に編入 | 三条市                       | 三条市                      | 三条市                        | 平成17年5月1日 三条市       | 三条市 |
| 入蔵新田                | 入蔵新田                | 入蔵新田                         | 入蔵新田                         | 入蔵新田                   | 入蔵新田                   | 金子村                     | 金子村                         | 明治34年11月1日 本成寺村 | 本成寺村                    | 本成寺村                   | 本成寺村                      | 昭和29年11月1日 三条市に編入 | 三条市                       | 三条市                      | 三条市                        | 平成17年5月1日 三条市       | 三条市 |
| 中村                    | 中村                    | 中村                             | 明治12年 改称 西中村             | 明治12年 改称 西中村       | 明治12年 改称 西中村       | 金子村                     | 金子村                         | 明治34年11月1日 本成寺村 | 本成寺村                    | 本成寺村                   | 本成寺村                      | 昭和29年11月1日 三条市に編入 | 三条市                       | 三条市                      | 三条市                        | 平成17年5月1日 三条市       | 三条市 |
| 入蔵村                  | 入蔵村                  | 入蔵村                           | 明治12年 改称 南入蔵村           | 明治12年 改称 南入蔵村     | 明治12年 改称 南入蔵村     | 金子村                     | 金子村                         | 明治34年11月1日 本成寺村 | 本成寺村                    | 本成寺村                   | 本成寺村                      | 昭和29年11月1日 三条市に編入 | 三条市                       | 三条市                      | 三条市                        | 平成17年5月1日 三条市       | 三条市 |
| 大島新田                | 大島新田                | 大島新田                         | 明治8年 大島新田                 | 明治8年 大島新田           | 明治8年 大島新田           | 大島村                     | 大島村                         | 明治34年11月1日 大島村   | 大島村                      | 大島村                     | 大島村                        | 昭和30年1月1日 三条市に編入  | 三条市                       | 三条市                      | 三条市                        | 平成17年5月1日 三条市       | 三条市 |
| 大島新田新田            | 大島新田新田            | 大島新田新田                     | 明治8年 大島新田                 | 明治8年 大島新田           | 明治8年 大島新田           | 大島村                     | 大島村                         | 明治34年11月1日 大島村   | 大島村                      | 大島村                     | 大島村                        | 昭和30年1月1日 三条市に編入  | 三条市                       | 三条市                      | 三条市                        | 平成17年5月1日 三条市       | 三条市 |
| 荻島興野                | 荻島興野                | 荻島興野                         | 荻島興野                         | 荻島興野                   | 荻島興野                   | 大島村                     | 大島村                         | 明治34年11月1日 大島村   | 大島村                      | 大島村                     | 大島村                        | 昭和30年1月1日 三条市に編入  | 三条市                       | 三条市                      | 三条市                        | 平成17年5月1日 三条市       | 三条市 |
| 井戸場新田              | 井戸場新田              | 井戸場新田                       | 井戸場新田                       | 井戸場新田                 | 井戸場新田                 | 大島村                     | 大島村                         | 明治34年11月1日 大島村   | 大島村                      | 大島村                     | 大島村                        | 昭和30年1月1日 三条市に編入  | 三条市                       | 三条市                      | 三条市                        | 平成17年5月1日 三条市       | 三条市 |
| 代官島新田              | 代官島新田              | 代官島新田                       | 明治8年 代官島新田               | 明治8年 代官島新田         | 明治8年 代官島新田         | 大島村                     | 大島村                         | 明治34年11月1日 大島村   | 大島村                      | 大島村                     | 大島村                        | 昭和30年1月1日 三条市に編入  | 三条市                       | 三条市                      | 三条市                        | 平成17年5月1日 三条市       | 三条市 |
| 代官島新田新田          | 代官島新田新田          | 代官島新田新田                   | 明治8年 代官島新田               | 明治8年 代官島新田         | 明治8年 代官島新田         | 大島村                     | 大島村                         | 明治34年11月1日 大島村   | 大島村                      | 大島村                     | 大島村                        | 昭和30年1月1日 三条市に編入  | 三条市                       | 三条市                      | 三条市                        | 平成17年5月1日 三条市       | 三条市 |
| 上須頃村                | 上須頃村                | 上須頃村                         | 上須頃村                         | 上須頃村                   | 上須頃村                   | 須頃村                     | 須頃村                         | 明治34年11月1日 大島村   | 大島村                      | 大島村                     | 大島村                        | 昭和30年1月1日 三条市に編入  | 三条市                       | 三条市                      | 三条市                        | 平成17年5月1日 三条市       | 三条市 |
| 下須頃村                | 下須頃村                | 下須頃村                         | 下須頃村                         | 下須頃村                   | 下須頃村                   | 須頃村                     | 須頃村                         | 明治34年11月1日 大島村   | 大島村                      | 大島村                     | 大島村                        | 昭和30年1月1日 三条市に編入  | 三条市                       | 三条市                      | 三条市                        | 平成17年5月1日 三条市       | 三条市 |
| 井土巻村                | 井土巻村                | 井土巻村                         | 井土巻村                         | 井土巻村                   | 井土巻村                   | 須頃村                     | 須頃村                         | 明治34年11月1日 大島村   | 大島村                      | 大島村                     | 大島村                        | 昭和30年1月1日 三条市に編入  | 昭和30年3月20日 燕市に編入   | 燕市                        | 燕市                          | 平成18年3月20日 燕市        | 燕市   |
| 今町新田                | 今町新田                | 今町新田                         | 今町新田                         | 今町新田                   | 今町新田                   | 今町                       | 今町                           | 今町                     | 今町                        | 今町                       | 今町                          | 今町                         | 昭和31年9月30日 見附市に編入 | 見附市                      | 見附市                        | 見附市                      | 見附市 |
| 上新田                  | 上新田                  | 上新田                           | 上新田                           | 明治18年 上新田            | 明治18年 上新田            | 今町                       | 今町                           | 今町                     | 今町                        | 今町                       | 今町                          | 今町                         | 昭和31年9月30日 見附市に編入 | 見附市                      | 見附市                        | 見附市                      | 見附市 |
| 下山吉村                | 下山吉村                | 下山吉村                         | 下山吉村                         | 明治18年 上新田            | 明治18年 上新田            | 今町                       | 今町                           | 今町                     | 今町                        | 今町                       | 今町                          | 今町                         | 昭和31年9月30日 見附市に編入 | 見附市                      | 見附市                        | 見附市                      | 見附市 |
| 坂井村                  | 坂井村                  | 坂井村                           | 明治12年 改称 上坂井村           | 明治12年 改称 上坂井村     | 明治12年 改称 上坂井村     | 坂井村                     | 坂井村                         | 明治34年11月1日 坂井村   | 大正14年4月1日 今町に編入   | 今町                       | 今町                          | 今町                         | 昭和31年9月30日 見附市に編入 | 見附市                      | 見附市                        | 見附市                      | 見附市 |
| 坂井新田                | 坂井新田                | 坂井新田                         | 坂井新田                         | 坂井新田                   | 坂井新田                   | 坂井村                     | 坂井村                         | 明治34年11月1日 坂井村   | 大正14年4月1日 今町に編入   | 今町                       | 今町                          | 今町                         | 昭和31年9月30日 見附市に編入 | 見附市                      | 見附市                        | 見附市                      | 見附市 |
| 田之尻村                | 田之尻村                | 田之尻村                         | 田之尻村                         | 田之尻村                   | 田之尻村                   | 坂井村                     | 坂井村                         | 明治34年11月1日 坂井村   | 大正14年4月1日 今町に編入   | 今町                       | 今町                          | 今町                         | 昭和31年9月30日 見附市に編入 | 見附市                      | 見附市                        | 見附市                      | 見附市 |
| 釈迦塚新田              | 釈迦塚新田              | 釈迦塚新田                       | 釈迦塚新田                       | 釈迦塚新田                 | 釈迦塚新田                 | 坂井村                     | 坂井村                         | 明治34年11月1日 坂井村   | 大正14年4月1日 今町に編入   | 今町                       | 今町                          | 今町                         | 昭和31年9月30日 見附市に編入 | 見附市                      | 見附市                        | 見附市                      | 見附市 |
| 下関新田                | 下関新田                | 下関新田                         | 下関新田                         | 下関新田                   | 下関新田                   | 下関村                     | 下関村                         | 明治34年11月1日 坂井村   | 大正14年4月1日 今町に編入   | 今町                       | 今町                          | 今町                         | 昭和31年9月30日 見附市に編入 | 見附市                      | 見附市                        | 見附市                      | 見附市 |
| 安田興野                | 安田興野                | 安田興野                         | 安田興野                         | 安田興野                   | 安田興野                   | 下関村                     | 下関村                         | 明治34年11月1日 坂井村   | 大正14年4月1日 今町に編入   | 今町                       | 今町                          | 今町                         | 昭和31年9月30日 見附市に編入 | 見附市                      | 見附市                        | 見附市                      | 見附市 |
| 丸山興野                | 丸山興野                | 丸山興野                         | 丸山興野                         | 丸山興野                   | 丸山興野                   | 下関村                     | 下関村                         | 明治34年11月1日 坂井村   | 大正14年4月1日 今町に編入   | 今町                       | 今町                          | 今町                         | 昭和31年9月30日 見附市に編入 | 見附市                      | 見附市                        | 見附市                      | 見附市 |
| 横道新田                | 横道新田                | 横道新田                         | 横道新田                         | 横道新田                   | 横道新田                   | 下関村                     | 下関村                         | 明治34年11月1日 坂井村   | 大正14年4月1日 今町に編入   | 今町                       | 今町                          | 今町                         | 昭和31年9月30日 見附市に編入 | 見附市                      | 見附市                        | 見附市                      | 見附市 |
| 三林村                  | 三林村                  | 三林村                           | 明治9年 三林村                   | 明治9年 三林村             | 明治9年 三林村             | 三林村                     | 三林村                         | 明治34年11月1日 坂井村   | 大正14年4月1日 今町に編入   | 今町                       | 今町                          | 今町                         | 昭和31年9月30日 見附市に編入 | 見附市                      | 見附市                        | 見附市                      | 見附市 |
| 小川新田                | 小川新田                | 小川新田                         | 明治9年 三林村                   | 明治9年 三林村             | 明治9年 三林村             | 三林村                     | 三林村                         | 明治34年11月1日 坂井村   | 大正14年4月1日 今町に編入   | 今町                       | 今町                          | 今町                         | 昭和31年9月30日 見附市に編入 | 見附市                      | 見附市                        | 見附市                      | 見附市 |
| 指出村                  | 指出村                  | 指出村                           | 指出村                           | 指出村                     | 指出村                     | 新潟村                     | 新潟村                         | 新潟村                   | 新潟村                      | 新潟村                     | 新潟村                        | 昭和29年3月31日 見附町に編入 | 見附市                       | 見附市                      | 見附市                        | 見附市                      | 見附市 |
| 小栗山村                | 小栗山村                | 小栗山村                         | 小栗山村                         | 小栗山村                   | 明治19年 小栗山村          | 新潟村                     | 新潟村                         | 新潟村                   | 新潟村                      | 新潟村                     | 新潟村                        | 昭和29年3月31日 見附町に編入 | 見附市                       | 見附市                      | 見附市                        | 見附市                      | 見附市 |
| 黒坂村                  | 黒坂村                  | 黒坂村                           | 黒坂村                           | 黒坂村                     | 明治19年 小栗山村          | 新潟村                     | 新潟村                         | 新潟村                   | 新潟村                      | 新潟村                     | 新潟村                        | 昭和29年3月31日 見附町に編入 | 見附市                       | 見附市                      | 見附市                        | 見附市                      | 見附市 |
| 新潟村                  | 新潟村                  | 新潟村                           | 明治9年 新潟村                   | 明治9年 新潟村             | 明治9年 新潟村             | 新潟村                     | 新潟村                         | 新潟村                   | 新潟村                      | 新潟村                     | 新潟村                        | 昭和29年3月31日 見附町に編入 | 見附市                       | 見附市                      | 見附市                        | 見附市                      | 見附市 |
| 土穿新田村              | 土穿新田村              | 土穿新田村                       | 明治9年 新潟村                   | 明治9年 新潟村             | 明治9年 新潟村             | 新潟村                     | 新潟村                         | 新潟村                   | 新潟村                      | 新潟村                     | 新潟村                        | 昭和29年3月31日 見附町に編入 | 見附市                       | 見附市                      | 見附市                        | 見附市                      | 見附市 |
| 松ノ木新田村            | 松ノ木新田村            | 松ノ木新田村                     | 明治9年 新潟村                   | 明治9年 新潟村             | 明治9年 新潟村             | 新潟村                     | 新潟村                         | 新潟村                   | 新潟村                      | 新潟村                     | 新潟村                        | 昭和29年3月31日 見附町に編入 | 見附市                       | 見附市                      | 見附市                        | 見附市                      | 見附市 |
| 芝野村                  | 芝野村                  | 芝野村                           | 芝野村                           | 芝野村                     | 芝野村                     | 新潟村                     | 新潟村                         | 新潟村                   | 新潟村                      | 新潟村                     | 新潟村                        | 昭和29年3月31日 見附町に編入 | 見附市                       | 見附市                      | 見附市                        | 見附市                      | 見附市 |
| 江向新田                | 江向新田                | 江向新田                         | 江向新田                         | 江向新田                   | 江向新田                   | 新潟村                     | 新潟村                         | 新潟村                   | 新潟村                      | 新潟村                     | 新潟村                        | 昭和29年3月31日 見附町に編入 | 見附市                       | 見附市                      | 見附市                        | 見附市                      | 見附市 |
| 片桐村                  | 片桐村                  | 片桐村                           | 片桐村                           | 片桐村                     | 片桐村                     | 新潟村                     | 新潟村                         | 新潟村                   | 新潟村                      | 新潟村                     | 新潟村                        | 昭和29年3月31日 見附町に編入 | 見附市                       | 見附市                      | 見附市                        | 見附市                      | 見附市 |
| 梅田村                  | 梅田村                  | 梅田村                           | 梅田村                           | 梅田村                     | 梅田村                     | 新潟村                     | 新潟村                         | 新潟村                   | 新潟村                      | 新潟村                     | 新潟村                        | 昭和29年3月31日 見附町に編入 | 見附市                       | 見附市                      | 見附市                        | 見附市                      | 見附市 |
| 下鳥村                  | 下鳥村                  | 下鳥村                           | 下鳥村                           | 明治18年 下鳥村            | 明治18年 下鳥村            | 新潟村                     | 新潟村                         | 新潟村                   | 新潟村                      | 新潟村                     | 新潟村                        | 昭和29年3月31日 見附町に編入 | 見附市                       | 見附市                      | 見附市                        | 見附市                      | 見附市 |
| 下鳥新田                | 下鳥新田                | 下鳥新田                         | 下鳥新田                         | 明治18年 下鳥村            | 明治18年 下鳥村            | 新潟村                     | 新潟村                         | 新潟村                   | 新潟村                      | 新潟村                     | 新潟村                        | 昭和29年3月31日 見附町に編入 | 見附市                       | 見附市                      | 見附市                        | 見附市                      | 見附市 |
| 桜森村                  | 桜森村                  | 桜森村                           | 桜森村                           | 桜森村                     | 桜森村                     | 新潟村                     | 新潟村                         | 新潟村                   | 新潟村                      | 新潟村                     | 新潟村                        | 昭和29年3月31日 見附町に編入 | 見附市                       | 見附市                      | 見附市                        | 見附市                      | 見附市 |
| 葛巻村                  | 葛巻村                  | 明治初年 葛巻村                  | 明治10年 葛巻村                  | 明治10年 葛巻村            | 明治10年 葛巻村            | 葛巻組村                   | 明治23年8月22日 郷分村         | 明治34年11月1日 葛巻村   | 葛巻村                      | 葛巻村                     | 葛巻村                        | 昭和29年3月31日 見附町に編入 | 見附市                       | 見附市                      | 見附市                        | 見附市                      | 見附市 |
| 中村                    |                         | 明治初年 葛巻村                  | 明治10年 葛巻村                  | 明治10年 葛巻村            | 明治10年 葛巻村            | 葛巻組村                   | 明治23年8月22日 郷分村         | 明治34年11月1日 葛巻村   | 葛巻村                      | 葛巻村                     | 葛巻村                        | 昭和29年3月31日 見附町に編入 | 見附市                       | 見附市                      | 見附市                        | 見附市                      | 見附市 |
| 葛巻新田村              | 葛巻新田村              | 葛巻新田村                       | 明治10年 葛巻村                  | 明治10年 葛巻村            | 明治10年 葛巻村            | 葛巻組村                   | 明治23年8月22日 郷分村         | 明治34年11月1日 葛巻村   | 葛巻村                      | 葛巻村                     | 葛巻村                        | 昭和29年3月31日 見附町に編入 | 見附市                       | 見附市                      | 見附市                        | 見附市                      | 見附市 |
| 青木新田村              | 青木新田村              | 青木新田村                       | 青木新田村                       | 青木新田村                 | 青木新田村                 | 葛巻組村                   | 明治23年8月22日 郷分村         | 明治34年11月1日 葛巻村   | 葛巻村                      | 葛巻村                     | 葛巻村                        | 昭和29年3月31日 見附町に編入 | 見附市                       | 見附市                      | 見附市                        | 見附市                      | 見附市 |
| 山吉村                  | 山吉村                  | 山吉村                           | 明治11年 山吉村                  | 明治11年 山吉村            | 明治11年 山吉村            | 葛巻組村                   | 明治23年8月22日 郷分村         | 明治34年11月1日 葛巻村   | 葛巻村                      | 葛巻村                     | 葛巻村                        | 昭和29年3月31日 見附町に編入 | 見附市                       | 見附市                      | 見附市                        | 見附市                      | 見附市 |
| 山吉新田村              | 山吉新田村              | 山吉新田村                       | 明治11年 山吉村                  | 明治11年 山吉村            | 明治11年 山吉村            | 葛巻組村                   | 明治23年8月22日 郷分村         | 明治34年11月1日 葛巻村   | 葛巻村                      | 葛巻村                     | 葛巻村                        | 昭和29年3月31日 見附町に編入 | 見附市                       | 見附市                      | 見附市                        | 見附市                      | 見附市 |
| 西潟新田村              | 西潟新田村              | 西潟新田村                       | 明治11年 山吉村                  | 明治11年 山吉村            | 明治11年 山吉村            | 葛巻組村                   | 明治23年8月22日 郷分村         | 明治34年11月1日 葛巻村   | 葛巻村                      | 葛巻村                     | 葛巻村                        | 昭和29年3月31日 見附町に編入 | 見附市                       | 見附市                      | 見附市                        | 見附市                      | 見附市 |
| 鹿熊新田村              | 鹿熊新田村              | 鹿熊新田村                       | 鹿熊新田村                       | 鹿熊新田村                 | 鹿熊新田村                 | 葛巻組村                   | 明治23年8月22日 郷分村         | 明治34年11月1日 葛巻村   | 葛巻村                      | 葛巻村                     | 葛巻村                        | 昭和29年3月31日 見附町に編入 | 見附市                       | 見附市                      | 見附市                        | 見附市                      | 見附市 |
| 傍所村                  | 傍所村                  | 傍所村                           | 傍所村                           | 傍所村                     | 傍所村                     | 葛巻組村                   | 明治23年8月22日 郷分村         | 明治34年11月1日 葛巻村   | 葛巻村                      | 葛巻村                     | 葛巻村                        | 昭和29年3月31日 見附町に編入 | 見附市                       | 見附市                      | 見附市                        | 見附市                      | 見附市 |
| 速水新田村              | 速水新田村              | 速水新田村                       | 速水新田村                       | 速水新田村                 | 速水新田村                 | 葛巻組村                   | 明治23年8月22日 出面村         | 明治34年11月1日 葛巻村   | 葛巻村                      | 葛巻村                     | 葛巻村                        | 昭和29年3月31日 見附町に編入 | 見附市                       | 見附市                      | 見附市                        | 見附市                      | 見附市 |
| 福島新田村              | 福島新田村              | 福島新田村                       | 福島新田村                       | 明治17年 改称 福島村       | 明治17年 改称 福島村       | 葛巻組村                   | 明治23年8月22日 出面村         | 明治34年11月1日 葛巻村   | 葛巻村                      | 葛巻村                     | 葛巻村                        | 昭和29年3月31日 見附町に編入 | 見附市                       | 見附市                      | 見附市                        | 見附市                      | 見附市 |
| 柳橋新田村              | 柳橋新田村              | 柳橋新田村                       | 柳橋新田村                       | 柳橋新田村                 | 柳橋新田村                 | 葛巻組村                   | 明治23年8月22日 出面村         | 明治34年11月1日 葛巻村   | 葛巻村                      | 葛巻村                     | 葛巻村                        | 昭和29年3月31日 見附町に編入 | 見附市                       | 見附市                      | 見附市                        | 見附市                      | 見附市 |
| 市野坪村                | 市野坪村                | 市野坪村                         | 明治10年 市野坪村                | 明治10年 市野坪村          | 明治10年 市野坪村          | 葛巻組村                   | 明治23年8月22日 出面村         | 明治34年11月1日 葛巻村   | 葛巻村                      | 葛巻村                     | 葛巻村                        | 昭和29年3月31日 見附町に編入 | 見附市                       | 見附市                      | 見附市                        | 見附市                      | 見附市 |
| 市之坪興野村            | 市之坪興野村            | 市之坪興野村                     | 明治10年 市野坪村                | 明治10年 市野坪村          | 明治10年 市野坪村          | 葛巻組村                   | 明治23年8月22日 出面村         | 明治34年11月1日 葛巻村   | 葛巻村                      | 葛巻村                     | 葛巻村                        | 昭和29年3月31日 見附町に編入 | 見附市                       | 見附市                      | 見附市                        | 見附市                      | 見附市 |
| 北野新田村              | 北野新田村              | 北野新田村                       | 北野新田村                       | 北野新田村                 | 北野新田村                 | 葛巻組村                   | 明治23年8月22日 出面村         | 明治34年11月1日 葛巻村   | 葛巻村                      | 葛巻村                     | 葛巻村                        | 昭和29年3月31日 見附町に編入 | 見附市                       | 見附市                      | 見附市                        | 見附市                      | 見附市 |
| 加坪川新田              | 加坪川新田              | 加坪川新田                       | 加坪川新田                       | 加坪川新田                 | 加坪川新田                 | 葛巻組村                   | 明治23年8月22日 出面村         | 明治34年11月1日 葛巻村   | 葛巻村                      | 葛巻村                     | 葛巻村                        | 昭和29年3月31日 見附町に編入 | 見附市                       | 見附市                      | 見附市                        | 見附市                      | 見附市 |
| 反田村                  | 反田村                  | 反田村                           | 明治10年 反田村                  | 明治10年 反田村            | 明治10年 反田村            | 葛巻組村                   | 明治23年8月22日 出面村         | 明治34年11月1日 葛巻村   | 葛巻村                      | 葛巻村                     | 葛巻村                        | 昭和29年3月31日 見附町に編入 | 見附市                       | 見附市                      | 見附市                        | 見附市                      | 見附市 |
| 反田村新田              | 反田村新田              | 反田村新田                       | 明治10年 反田村                  | 明治10年 反田村            | 明治10年 反田村            | 葛巻組村                   | 明治23年8月22日 出面村         | 明治34年11月1日 葛巻村   | 葛巻村                      | 葛巻村                     | 葛巻村                        | 昭和29年3月31日 見附町に編入 | 見附市                       | 見附市                      | 見附市                        | 見附市                      | 見附市 |
| 見附町                  | 見附町                  | 見附町                           | 見附町                           | 明治18年 見附本町          | 明治18年 見附本町          | 見附町                     | 見附町                         | 見附町                   | 見附町                      | 見附町                     | 見附町                        | 昭和29年3月31日 市制 見附市  | 見附市                       | 見附市                      | 見附市                        | 見附市                      | 見附市 |
| 見附町                  | 見附町                  | 見附町                           | 見附町                           | 明治18年 見附新町          |                            | 見附町                     | 見附町                         | 見附町                   | 見附町                      | 見附町                     | 見附町                        | 昭和29年3月31日 市制 見附市  | 見附市                       | 見附市                      | 見附市                        | 見附市                      | 見附市 |
| 嶺崎村                  | 嶺崎村                  | 嶺崎村                           | 嶺崎村                           | 嶺崎村                     | 明治20年 改称 見附嶺崎町   | 見附町                     | 見附町                         | 見附町                   | 見附町                      | 見附町                     | 見附町                        | 昭和29年3月31日 市制 見附市  | 見附市                       | 見附市                      | 見附市                        | 見附市                      | 見附市 |
| 内町村                  | 内町村                  | 内町村                           | 内町村                           | 内町村                     | 内町村                     | 見附町                     | 見附町                         | 見附町                   | 見附町                      | 見附町                     | 見附町                        | 昭和29年3月31日 市制 見附市  | 見附市                       | 見附市                      | 見附市                        | 見附市                      | 見附市 |
| 戸代新田村              | 戸代新田村              | 戸代新田村                       | 戸代新田村                       | 戸代新田村                 | 戸代新田村                 | 見附町                     | 見附町                         | 見附町                   | 見附町                      | 見附町                     | 見附町                        | 昭和29年3月31日 市制 見附市  | 見附市                       | 見附市                      | 見附市                        | 見附市                      | 見附市 |
| 中新保新田村            | 中新保新田村            | 中新保新田村                     | 中新保新田村                     | 中新保新田村               | 明治20年 仁嘉村            | 見附町                     | 見附町                         | 見附町                   | 見附町                      | 見附町                     | 見附町                        | 昭和29年3月31日 市制 見附市  | 見附市                       | 見附市                      | 見附市                        | 見附市                      | 見附市 |
| 小長瀬新田村            | 小長瀬新田村            | 小長瀬新田村                     | 小長瀬新田村                     | 小長瀬新田村               | 明治20年 仁嘉村            | 見附町                     | 見附町                         | 見附町                   | 見附町                      | 見附町                     | 見附町                        | 昭和29年3月31日 市制 見附市  | 見附市                       | 見附市                      | 見附市                        | 見附市                      | 見附市 |
| 本所村                  | 本所村                  | 本所村                           | 本所村                           | 明治18年 本所村            | 明治18年 本所村            | 見附町                     | 見附町                         | 見附町                   | 見附町                      | 見附町                     | 見附町                        | 昭和29年3月31日 市制 見附市  | 見附市                       | 見附市                      | 見附市                        | 見附市                      | 見附市 |
| 稲場新田村              | 稲場新田村              | 稲場新田村                       | 稲場新田村                       | 明治18年 本所村            | 明治18年 本所村            | 見附町                     | 見附町                         | 見附町                   | 見附町                      | 見附町                     | 見附町                        | 昭和29年3月31日 市制 見附市  | 見附市                       | 見附市                      | 見附市                        | 見附市                      | 見附市 |
| 漆原新田村              | 漆原新田村              | 漆原新田村                       | 漆原新田村                       | 明治18年 本所村            | 明治18年 本所村            | 見附町                     | 見附町                         | 見附町                   | 見附町                      | 見附町                     | 見附町                        | 昭和29年3月31日 市制 見附市  | 見附市                       | 見附市                      | 見附市                        | 見附市                      | 見附市 |
| 会津興野村              | 会津興野村              | 会津興野村                       | 会津興野村                       | 明治18年 本所村            | 明治18年 本所村            | 見附町                     | 見附町                         | 見附町                   | 見附町                      | 見附町                     | 見附町                        | 昭和29年3月31日 市制 見附市  | 見附市                       | 見附市                      | 見附市                        | 見附市                      | 見附市 |
| 庄川村                  | 庄川村                  | 庄川村                           | 庄川村                           | 庄川村                     | 庄川村                     | 庄川村                     | 庄川村                         | 明治34年11月1日 庄川村   | 庄川村                      | 昭和9年2月1日 見附町に編入 | 見附町                        | 昭和29年3月31日 市制 見附市  | 見附市                       | 見附市                      | 見附市                        | 見附市                      | 見附市 |
| 庄川新田村              | 庄川新田村              | 庄川新田村                       | 庄川新田村                       | 庄川新田村                 | 庄川新田村                 | 庄川村                     | 庄川村                         | 明治34年11月1日 庄川村   | 庄川村                      | 昭和9年2月1日 見附町に編入 | 見附町                        | 昭和29年3月31日 市制 見附市  | 見附市                       | 見附市                      | 見附市                        | 見附市                      | 見附市 |
| 堀溝村                  | 堀溝村                  | 堀溝村                           | 堀溝村                           | 堀溝村                     | 堀溝村                     | 庄川村                     | 庄川村                         | 明治34年11月1日 庄川村   | 庄川村                      | 昭和9年2月1日 見附町に編入 | 見附町                        | 昭和29年3月31日 市制 見附市  | 見附市                       | 見附市                      | 見附市                        | 見附市                      | 見附市 |
| 島切窪村                | 島切窪村                | 島切窪村                         | 島切窪村                         | 島切窪村                   | 島切窪村                   | 外通村                     | 外通村                         | 明治34年11月1日 庄川村   | 庄川村                      | 昭和9年2月1日 見附町に編入 | 見附町                        | 昭和29年3月31日 市制 見附市  | 見附市                       | 見附市                      | 見附市                        | 見附市                      | 見附市 |
| 山崎興野村              | 山崎興野村              | 山崎興野村                       | 山崎興野村                       | 山崎興野村                 | 山崎興野村                 | 外通村                     | 外通村                         | 明治34年11月1日 庄川村   | 庄川村                      | 昭和9年2月1日 見附町に編入 | 見附町                        | 昭和29年3月31日 市制 見附市  | 見附市                       | 見附市                      | 見附市                        | 見附市                      | 見附市 |
| 石地村                  | 石地村                  | 石地村                           | 石地村                           | 石地村                     | 石地村                     | 外通村                     | 外通村                         | 明治34年11月1日 庄川村   | 庄川村                      | 昭和9年2月1日 見附町に編入 | 見附町                        | 昭和29年3月31日 市制 見附市  | 見附市                       | 見附市                      | 見附市                        | 見附市                      | 見附市 |
| 杉沢村                  | 杉沢村                  | 杉沢村                           | 杉沢村                           | 杉沢村                     | 杉沢村                     | 杉沢村                     | 杉沢村                         | 明治34年11月1日 庄川村   | 庄川村                      | 昭和9年2月1日 見附町に編入 | 見附町                        | 昭和29年3月31日 市制 見附市  | 見附市                       | 見附市                      | 見附市                        | 見附市                      | 見附市 |
| 古志郡田井村            | 古志郡田井村            | 古志郡田井村                     | 古志郡田井村                     | 古志郡田井村               | 古志郡田井村               | 古志郡 北谷村              | 古志郡北谷村                   | 古志郡北谷村             | 古志郡北谷村                | 古志郡北谷村               | 昭和28年10月10日 見附町に編入 | 昭和29年3月31日 市制 見附市  | 見附市                       | 見附市                      | 見附市                        | 見附市                      | 見附市 |
| 古志郡山崎村            | 古志郡山崎村            | 明治初年 改称 古志郡山崎村古新田 | 明治初年 改称 古志郡山崎村古新田 | 明治18年 改称 古志郡山崎村 | 明治18年 改称 古志郡山崎村 | 古志郡 北谷村              | 古志郡北谷村                   | 古志郡北谷村             | 古志郡北谷村                | 古志郡北谷村               | 昭和28年10月10日 見附町に編入 | 昭和29年3月31日 市制 見附市  | 見附市                       | 見附市                      | 見附市                        | 見附市                      | 見附市 |
| 古志郡耳取村            | 古志郡耳取村            | 古志郡耳取村                     | 古志郡耳取村                     | 古志郡耳取村               | 古志郡耳取村               | 古志郡 北谷村              | 古志郡北谷村                   | 古志郡北谷村             | 古志郡北谷村                | 古志郡北谷村               | 昭和28年10月10日 見附町に編入 | 昭和29年3月31日 市制 見附市  | 見附市                       | 見附市                      | 見附市                        | 見附市                      | 見附市 |
| 古志郡鳥屋脇村          | 古志郡鳥屋脇村          | 古志郡鳥屋脇村                   | 古志郡鳥屋脇村                   | 古志郡鳥屋脇村             | 古志郡鳥屋脇村             | 古志郡 北谷村              | 古志郡北谷村                   | 古志郡北谷村             | 古志郡北谷村                | 古志郡北谷村               | 昭和28年10月10日 見附町に編入 | 昭和29年3月31日 市制 見附市  | 見附市                       | 見附市                      | 見附市                        | 見附市                      | 見附市 |
| 古志郡名木野村          | 古志郡名木野村          | 古志郡名木野村                   | 古志郡名木野村                   | 古志郡名木野村             | 古志郡名木野村             | 古志郡 北谷村              | 古志郡北谷村                   | 古志郡北谷村             | 古志郡北谷村                | 古志郡北谷村               | 昭和28年10月10日 見附町に編入 | 昭和29年3月31日 市制 見附市  | 見附市                       | 見附市                      | 見附市                        | 見附市                      | 見附市 |
| 古志郡熱田村            | 古志郡熱田村            | 古志郡熱田村                     | 古志郡熱田村                     | 古志郡熱田村               | 古志郡熱田村               | 古志郡 北谷村              | 古志郡北谷村                   | 古志郡北谷村             | 古志郡北谷村                | 古志郡北谷村               | 昭和28年10月10日 見附町に編入 | 昭和29年3月31日 市制 見附市  | 見附市                       | 見附市                      | 見附市                        | 見附市                      | 見附市 |
| 古志郡池之内村          | 古志郡池之内村          | 古志郡池之内村                   | 古志郡池之内村                   | 古志郡池之内村             | 古志郡池之内村             | 古志郡 北谷村              | 古志郡北谷村                   | 古志郡北谷村             | 古志郡北谷村                | 古志郡北谷村               | 昭和28年10月10日 見附町に編入 | 昭和29年3月31日 市制 見附市  | 見附市                       | 見附市                      | 見附市                        | 見附市                      | 見附市 |
| 古志郡明晶村            | 古志郡明晶村            | 古志郡明晶村                     | 古志郡明晶村                     | 古志郡明晶村               | 古志郡明晶村               | 古志郡 北谷村              | 古志郡北谷村                   | 古志郡北谷村             | 古志郡北谷村                | 古志郡北谷村               | 昭和28年10月10日 見附町に編入 | 昭和29年3月31日 市制 見附市  | 見附市                       | 見附市                      | 見附市                        | 見附市                      | 見附市 |
| 古志郡椿沢村            | 古志郡椿沢村            | 古志郡椿沢村                     | 古志郡椿沢村                     | 古志郡椿沢村               | 古志郡椿沢村               | 古志郡 北谷村              | 古志郡北谷村                   | 古志郡北谷村             | 古志郡北谷村                | 古志郡北谷村               | 昭和28年10月10日 見附町に編入 | 昭和29年3月31日 市制 見附市  | 見附市                       | 見附市                      | 見附市                        | 見附市                      | 見附市 |
| 中之島村                | 中之島村                | 中之島村                         | 中之島村                         | 中之島村                   | 中之島村                   | 中之島村                   | 中之島村                       | 明治34年11月1日 中之島村 | 中之島村                    | 中之島村                   | 中之島村                      | 中之島村                     | 中之島村                     | 中之島村                    | 昭和61年10月1日 町制 中之島町 | 平成17年4月1日 長岡市に編入 | 長岡市 |
| 灰島新田                | 灰島新田                | 灰島新田                         | 灰島新田                         | 灰島新田                   | 灰島新田                   | 中之島村                   | 中之島村                       | 明治34年11月1日 中之島村 | 中之島村                    | 中之島村                   | 中之島村                      | 中之島村                     | 中之島村                     | 中之島村                    | 昭和61年10月1日 町制 中之島町 | 平成17年4月1日 長岡市に編入 | 長岡市 |
| 中興野                  | 中興野                  | 中興野                           | 中興野                           | 中興野                     | 中興野                     | 中之島村                   | 中之島村                       | 明治34年11月1日 中之島村 | 中之島村                    | 中之島村                   | 中之島村                      | 中之島村                     | 中之島村                     | 中之島村                    | 昭和61年10月1日 町制 中之島町 | 平成17年4月1日 長岡市に編入 | 長岡市 |
| 猫興野                  | 猫興野                  | 猫興野                           | 猫興野                           | 猫興野                     | 猫興野                     | 中之島村                   | 中之島村                       | 明治34年11月1日 中之島村 | 中之島村                    | 中之島村                   | 中之島村                      | 中之島村                     | 中之島村                     | 中之島村                    | 昭和61年10月1日 町制 中之島町 | 平成17年4月1日 長岡市に編入 | 長岡市 |
| 野口村                  | 野口村                  | 野口村                           | 野口村                           | 野口村                     | 明治19年 野口村            | 中之島村                   | 中之島村                       | 明治34年11月1日 中之島村 | 中之島村                    | 中之島村                   | 中之島村                      | 中之島村                     | 中之島村                     | 中之島村                    | 昭和61年10月1日 町制 中之島町 | 平成17年4月1日 長岡市に編入 | 長岡市 |
| 野口新田                | 野口新田                | 野口新田                         | 野口新田                         | 野口新田                   | 明治19年 野口村            | 中之島村                   | 中之島村                       | 明治34年11月1日 中之島村 | 中之島村                    | 中之島村                   | 中之島村                      | 中之島村                     | 中之島村                     | 中之島村                    | 昭和61年10月1日 町制 中之島町 | 平成17年4月1日 長岡市に編入 | 長岡市 |
| 真弓村                  | 真弓村                  | 真弓村                           | 真弓村                           | 真弓村                     | 真弓村                     | 中之島村                   | 中之島村                       | 明治34年11月1日 中之島村 | 中之島村                    | 中之島村                   | 中之島村                      | 中之島村                     | 中之島村                     | 中之島村                    | 昭和61年10月1日 町制 中之島町 | 平成17年4月1日 長岡市に編入 | 長岡市 |
| 大口村                  | 大口村                  | 大口村                           | 大口村                           | 大口村                     | 大口村                     | 神通村                     | 神通村                         | 明治34年11月1日 中之島村 | 中之島村                    | 中之島村                   | 中之島村                      | 中之島村                     | 中之島村                     | 中之島村                    | 昭和61年10月1日 町制 中之島町 | 平成17年4月1日 長岡市に編入 | 長岡市 |
| 池之島村                | 池之島村                | 池之島村                         | 池之島村                         | 池之島村                   | 池之島村                   | 神通村                     | 神通村                         | 明治34年11月1日 中之島村 | 中之島村                    | 中之島村                   | 中之島村                      | 中之島村                     | 中之島村                     | 中之島村                    | 昭和61年10月1日 町制 中之島町 | 平成17年4月1日 長岡市に編入 | 長岡市 |
| 坪根村                  | 坪根村                  | 坪根村                           | 坪根村                           | 坪根村                     | 坪根村                     | 神通村                     | 神通村                         | 明治34年11月1日 中之島村 | 中之島村                    | 中之島村                   | 中之島村                      | 中之島村                     | 中之島村                     | 中之島村                    | 昭和61年10月1日 町制 中之島町 | 平成17年4月1日 長岡市に編入 | 長岡市 |
| 大曲戸新田              | 大曲戸新田              | 大曲戸新田                       | 大曲戸新田                       | 大曲戸新田                 | 大曲戸新田                 | 神通村                     | 神通村                         | 明治34年11月1日 中之島村 | 中之島村                    | 中之島村                   | 中之島村                      | 中之島村                     | 中之島村                     | 中之島村                    | 昭和61年10月1日 町制 中之島町 | 平成17年4月1日 長岡市に編入 | 長岡市 |
| 思川新田                | 思川新田                | 思川新田                         | 思川新田                         | 思川新田                   | 思川新田                   | 神通村                     | 神通村                         | 明治34年11月1日 中之島村 | 中之島村                    | 中之島村                   | 中之島村                      | 中之島村                     | 中之島村                     | 中之島村                    | 昭和61年10月1日 町制 中之島町 | 平成17年4月1日 長岡市に編入 | 長岡市 |
| 大曲戸村                | 大曲戸村                | 大曲戸村                         | 大曲戸村                         | 大曲戸村                   | 大曲戸村                   | 神通村                     | 神通村                         | 明治34年11月1日 中之島村 | 中之島村                    | 中之島村                   | 中之島村                      | 中之島村                     | 中之島村                     | 中之島村                    | 昭和61年10月1日 町制 中之島町 | 平成17年4月1日 長岡市に編入 | 長岡市 |
| 押切新田                | 押切新田                | 押切新田                         | 押切新田                         | 押切新田                   | 押切新田                   | 神通村                     | 神通村                         | 明治34年11月1日 中之島村 | 中之島村                    | 中之島村                   | 中之島村                      | 中之島村                     | 中之島村                     | 中之島村                    | 昭和61年10月1日 町制 中之島町 | 平成17年4月1日 長岡市に編入 | 長岡市 |
| 横山村                  | 横山村                  | 横山村                           | 横山村                           | 横山村                     | 明治19年 横山村            | 中通村                     | 中通村                         | 明治34年11月1日 中之島村 | 中之島村                    | 中之島村                   | 中之島村                      | 中之島村                     | 中之島村                     | 中之島村                    | 昭和61年10月1日 町制 中之島町 | 平成17年4月1日 長岡市に編入 | 長岡市 |
| 四枚橋村                | 四枚橋村                | 四枚橋村                         | 四枚橋村                         | 四枚橋村                   | 明治19年 横山村            | 中通村                     | 中通村                         | 明治34年11月1日 中之島村 | 中之島村                    | 中之島村                   | 中之島村                      | 中之島村                     | 中之島村                     | 中之島村                    | 昭和61年10月1日 町制 中之島町 | 平成17年4月1日 長岡市に編入 | 長岡市 |
| 品之木村                | 品之木村                | 品之木村                         | 品之木村                         | 品之木村                   | 品之木村                   | 中通村                     | 中通村                         | 明治34年11月1日 中之島村 | 中之島村                    | 中之島村                   | 中之島村                      | 中之島村                     | 中之島村                     | 中之島村                    | 昭和61年10月1日 町制 中之島町 | 平成17年4月1日 長岡市に編入 | 長岡市 |
| 大保村                  | 大保村                  | 大保村                           | 大保村                           | 大保村                     | 大保村                     | 中通村                     | 中通村                         | 明治34年11月1日 中之島村 | 中之島村                    | 中之島村                   | 中之島村                      | 中之島村                     | 中之島村                     | 中之島村                    | 昭和61年10月1日 町制 中之島町 | 平成17年4月1日 長岡市に編入 | 長岡市 |
| 宮内村                  | 宮内村                  | 宮内村                           | 宮内村                           | 宮内村                     | 宮内村                     | 中通村                     | 中通村                         | 明治34年11月1日 中之島村 | 中之島村                    | 中之島村                   | 中之島村                      | 中之島村                     | 中之島村                     | 中之島村                    | 昭和61年10月1日 町制 中之島町 | 平成17年4月1日 長岡市に編入 | 長岡市 |
| 長呂村                  | 長呂村                  | 長呂村                           | 長呂村                           | 長呂村                     | 長呂村                     | 中通村                     | 中通村                         | 明治34年11月1日 中之島村 | 中之島村                    | 中之島村                   | 中之島村                      | 中之島村                     | 中之島村                     | 中之島村                    | 昭和61年10月1日 町制 中之島町 | 平成17年4月1日 長岡市に編入 | 長岡市 |
| 島田村                  | 島田村                  | 島田村                           | 明治10年 島田村                  | 明治10年 島田村            | 明治10年 島田村            | 中通村                     | 中通村                         | 明治34年11月1日 中之島村 | 中之島村                    | 中之島村                   | 中之島村                      | 中之島村                     | 中之島村                     | 中之島村                    | 昭和61年10月1日 町制 中之島町 | 平成17年4月1日 長岡市に編入 | 長岡市 |
| 上川替地島田村          | 上川替地島田村          | 上川替地島田村                   | 明治10年 島田村                  | 明治10年 島田村            | 明治10年 島田村            | 中通村                     | 中通村                         | 明治34年11月1日 中之島村 | 中之島村                    | 中之島村                   | 中之島村                      | 中之島村                     | 中之島村                     | 中之島村                    | 昭和61年10月1日 町制 中之島町 | 平成17年4月1日 長岡市に編入 | 長岡市 |
| 並木新田                | 並木新田                | 並木新田                         | 明治10年 並木新田                | 明治10年 並木新田          | 明治10年 並木新田          | 中通村                     | 中通村                         | 明治34年11月1日 中之島村 | 中之島村                    | 中之島村                   | 中之島村                      | 中之島村                     | 中之島村                     | 中之島村                    | 昭和61年10月1日 町制 中之島町 | 平成17年4月1日 長岡市に編入 | 長岡市 |
| 権太夫新田              | 権太夫新田              | 権太夫新田                       | 明治10年 並木新田                | 明治10年 並木新田          | 明治10年 並木新田          | 中通村                     | 中通村                         | 明治34年11月1日 中之島村 | 中之島村                    | 中之島村                   | 中之島村                      | 中之島村                     | 中之島村                     | 中之島村                    | 昭和61年10月1日 町制 中之島町 | 平成17年4月1日 長岡市に編入 | 長岡市 |
| 狐興野                  | 狐興野                  | 狐興野                           | 狐興野                           | 狐興野                     | 狐興野                     | 中通村                     | 中通村                         | 明治34年11月1日 中之島村 | 中之島村                    | 中之島村                   | 中之島村                      | 中之島村                     | 中之島村                     | 中之島村                    | 昭和61年10月1日 町制 中之島町 | 平成17年4月1日 長岡市に編入 | 長岡市 |
| 杉ノ森村                | 杉ノ森村                | 杉ノ森村                         | 杉ノ森村                         | 杉ノ森村                   | 杉ノ森村                   | 中通村                     | 中通村                         | 明治34年11月1日 中之島村 | 中之島村                    | 中之島村                   | 中之島村                      | 中之島村                     | 中之島村                     | 中之島村                    | 昭和61年10月1日 町制 中之島町 | 平成17年4月1日 長岡市に編入 | 長岡市 |
| 高畑村                  | 高畑村                  | 高畑村                           | 高畑村                           | 高畑村                     | 高畑村                     | 中通村                     | 中通村                         | 明治34年11月1日 中之島村 | 中之島村                    | 中之島村                   | 中之島村                      | 中之島村                     | 中之島村                     | 中之島村                    | 昭和61年10月1日 町制 中之島町 | 平成17年4月1日 長岡市に編入 | 長岡市 |
| 関根村                  | 関根村                  | 関根村                           | 関根村                           | 関根村                     | 関根村                     | 中通村                     | 中通村                         | 明治34年11月1日 中之島村 | 中之島村                    | 中之島村                   | 中之島村                      | 中之島村                     | 中之島村                     | 中之島村                    | 昭和61年10月1日 町制 中之島町 | 平成17年4月1日 長岡市に編入 | 長岡市 |
| 中条村                  | 中条村                  | 中条村                           | 中条村                           | 中条村                     | 中条村                     | 中条村                     | 中条村                         | 明治34年11月1日 中之島村 | 中之島村                    | 中之島村                   | 中之島村                      | 中之島村                     | 中之島村                     | 中之島村                    | 昭和61年10月1日 町制 中之島町 | 平成17年4月1日 長岡市に編入 | 長岡市 |
| 上沼新田                | 上沼新田                | 上沼新田                         | 上沼新田                         | 上沼新田                   | 上沼新田                   | 中条村                     | 中条村                         | 明治34年11月1日 中之島村 | 中之島村                    | 中之島村                   | 中之島村                      | 中之島村                     | 中之島村                     | 中之島村                    | 昭和61年10月1日 町制 中之島町 | 平成17年4月1日 長岡市に編入 | 長岡市 |
| 真之代新田              | 真之代新田              | 真之代新田                       | 真之代新田                       | 真之代新田                 | 明治19年 真野代新田        | 信条村                     | 信条村                         | 明治34年11月1日 中之島村 | 中之島村                    | 中之島村                   | 中之島村                      | 中之島村                     | 中之島村                     | 中之島村                    | 昭和61年10月1日 町制 中之島町 | 平成17年4月1日 長岡市に編入 | 長岡市 |
| 真之代新田新田          | 真之代新田新田          | 真之代新田新田                   | 真之代新田新田                   | 真之代新田新田             | 明治19年 真野代新田        | 信条村                     | 信条村                         | 明治34年11月1日 中之島村 | 中之島村                    | 中之島村                   | 中之島村                      | 中之島村                     | 中之島村                     | 中之島村                    | 昭和61年10月1日 町制 中之島町 | 平成17年4月1日 長岡市に編入 | 長岡市 |
| 中条新田                | 中条新田                | 中条新田                         | 中条新田                         | 中条新田                   | 明治19年 中条新田          | 信条村                     | 信条村                         | 明治34年11月1日 中之島村 | 中之島村                    | 中之島村                   | 中之島村                      | 中之島村                     | 中之島村                     | 中之島村                    | 昭和61年10月1日 町制 中之島町 | 平成17年4月1日 長岡市に編入 | 長岡市 |
| 中条新田新田            | 中条新田新田            | 中条新田新田                     | 中条新田新田                     | 中条新田新田               | 明治19年 中条新田          | 信条村                     | 信条村                         | 明治34年11月1日 中之島村 | 中之島村                    | 中之島村                   | 中之島村                      | 中之島村                     | 中之島村                     | 中之島村                    | 昭和61年10月1日 町制 中之島町 | 平成17年4月1日 長岡市に編入 | 長岡市 |
| 下沼新田                | 下沼新田                | 下沼新田                         | 下沼新田                         | 下沼新田                   | 下沼新田                   | 信条村                     | 信条村                         | 明治34年11月1日 中之島村 | 中之島村                    | 中之島村                   | 中之島村                      | 中之島村                     | 中之島村                     | 中之島村                    | 昭和61年10月1日 町制 中之島町 | 平成17年4月1日 長岡市に編入 | 長岡市 |
| 西野新田                | 西野新田                | 西野新田                         | 西野新田                         | 西野新田                   | 明治19年 西野新田          | 信条村                     | 信条村                         | 明治34年11月1日 中之島村 | 中之島村                    | 中之島村                   | 中之島村                      | 中之島村                     | 中之島村                     | 中之島村                    | 昭和61年10月1日 町制 中之島町 | 平成17年4月1日 長岡市に編入 | 長岡市 |
| 西野新田新田            | 西野新田新田            | 西野新田新田                     | 西野新田新田                     | 西野新田新田               | 明治19年 西野新田          | 信条村                     | 信条村                         | 明治34年11月1日 中之島村 | 中之島村                    | 中之島村                   | 中之島村                      | 中之島村                     | 中之島村                     | 中之島村                    | 昭和61年10月1日 町制 中之島町 | 平成17年4月1日 長岡市に編入 | 長岡市 |
| 赤沼村                  | 赤沼村                  | 赤沼村                           | 赤沼村                           | 赤沼村                     | 赤沼村                     | 三沼村                     | 三沼村                         | 明治34年11月1日 中之島村 | 中之島村                    | 中之島村                   | 中之島村                      | 中之島村                     | 中之島村                     | 中之島村                    | 昭和61年10月1日 町制 中之島町 | 平成17年4月1日 長岡市に編入 | 長岡市 |
| 小沼新田                | 小沼新田                | 小沼新田                         | 小沼新田                         | 小沼新田                   | 小沼新田                   | 三沼村                     | 三沼村                         | 明治34年11月1日 中之島村 | 中之島村                    | 中之島村                   | 中之島村                      | 中之島村                     | 中之島村                     | 中之島村                    | 昭和61年10月1日 町制 中之島町 | 平成17年4月1日 長岡市に編入 | 長岡市 |
| 大沼新田                | 大沼新田                | 大沼新田                         | 大沼新田                         | 大沼新田                   | 大沼新田                   | 三沼村                     | 三沼村                         | 明治34年11月1日 中之島村 | 中之島村                    | 中之島村                   | 中之島村                      | 中之島村                     | 中之島村                     | 中之島村                    | 昭和61年10月1日 町制 中之島町 | 平成17年4月1日 長岡市に編入 | 長岡市 |
| 栗林村                  | 栗林村                  | 栗林村                           | 明治12年 改称 上栗林村           | 明治12年 改称 上栗林村     | 明治19年 六所村            | 西所村                     | 西所村                         | 明治34年11月1日 中之島村 | 中之島村                    | 中之島村                   | 中之島村                      | 中之島村                     | 中之島村                     | 中之島村                    | 昭和61年10月1日 町制 中之島町 | 平成17年4月1日 長岡市に編入 | 長岡市 |
| 六所興野                | 六所興野                | 六所興野                         | 六所興野                         | 六所興野                   | 明治19年 六所村            | 西所村                     | 西所村                         | 明治34年11月1日 中之島村 | 中之島村                    | 中之島村                   | 中之島村                      | 中之島村                     | 中之島村                     | 中之島村                    | 昭和61年10月1日 町制 中之島町 | 平成17年4月1日 長岡市に編入 | 長岡市 |
| 五十地新田              | 五十地新田              | 五十地新田                       | 五十地新田                       | 五十地新田                 | 明治19年 六所村            | 西所村                     | 西所村                         | 明治34年11月1日 中之島村 | 中之島村                    | 中之島村                   | 中之島村                      | 中之島村                     | 中之島村                     | 中之島村                    | 昭和61年10月1日 町制 中之島町 | 平成17年4月1日 長岡市に編入 | 長岡市 |
| 三右衛門興野            | 三右衛門興野            | 三右衛門興野                     | 三右衛門興野                     | 三右衛門興野               | 明治19年 六所村            | 西所村                     | 西所村                         | 明治34年11月1日 中之島村 | 中之島村                    | 中之島村                   | 中之島村                      | 中之島村                     | 中之島村                     | 中之島村                    | 昭和61年10月1日 町制 中之島町 | 平成17年4月1日 長岡市に編入 | 長岡市 |
| 中新田                  | 中新田                  | 中新田                           | 中新田                           | 中新田                     | 明治19年 六所村            | 西所村                     | 西所村                         | 明治34年11月1日 中之島村 | 中之島村                    | 中之島村                   | 中之島村                      | 中之島村                     | 中之島村                     | 中之島村                    | 昭和61年10月1日 町制 中之島町 | 平成17年4月1日 長岡市に編入 | 長岡市 |
| 高山新田                | 高山新田                | 高山新田                         | 明治12年 改称 西高山新田         | 明治12年 改称 西高山新田   | 明治12年 改称 西高山新田   | 西所村                     | 西所村                         | 明治34年11月1日 中之島村 | 中之島村                    | 中之島村                   | 中之島村                      | 中之島村                     | 中之島村                     | 中之島村                    | 昭和61年10月1日 町制 中之島町 | 平成17年4月1日 長岡市に編入 | 長岡市 |
| 中西村                  | 中西村                  | 中西村                           | 中西村                           | 中西村                     | 中西村                     | 西所村                     | 西所村                         | 明治34年11月1日 中之島村 | 中之島村                    | 中之島村                   | 中之島村                      | 中之島村                     | 中之島村                     | 中之島村                    | 昭和61年10月1日 町制 中之島町 | 平成17年4月1日 長岡市に編入 | 長岡市 |
| 末宝村                  | 末宝村                  | 末宝村                           | 末宝村                           | 末宝村                     | 末宝村                     | 中野村                     | 中野村                         | 明治34年11月1日 中之島村 | 中之島村                    | 中之島村                   | 中之島村                      | 中之島村                     | 中之島村                     | 中之島村                    | 昭和61年10月1日 町制 中之島町 | 平成17年4月1日 長岡市に編入 | 長岡市 |
| 福原村                  | 福原村                  | 福原村                           | 福原村                           | 福原村                     | 福原村                     | 中野村                     | 中野村                         | 明治34年11月1日 中之島村 | 中之島村                    | 中之島村                   | 中之島村                      | 中之島村                     | 中之島村                     | 中之島村                    | 昭和61年10月1日 町制 中之島町 | 平成17年4月1日 長岡市に編入 | 長岡市 |
| 松ヶ崎新田              | 松ヶ崎新田              | 松ヶ崎新田                       | 松ヶ崎新田                       | 松ヶ崎新田                 | 松ヶ崎新田                 | 中野村                     | 中野村                         | 明治34年11月1日 中之島村 | 中之島村                    | 中之島村                   | 中之島村                      | 中之島村                     | 中之島村                     | 中之島村                    | 昭和61年10月1日 町制 中之島町 | 平成17年4月1日 長岡市に編入 | 長岡市 |
| 鶴ヶ曽根村              | 鶴ヶ曽根村              | 鶴ヶ曽根村                       | 鶴ヶ曽根村                       | 鶴ヶ曽根村                 | 鶴ヶ曽根村                 | 中野村                     | 中野村                         | 明治34年11月1日 中之島村 | 中之島村                    | 中之島村                   | 中之島村                      | 中之島村                     | 中之島村                     | 中之島村                    | 昭和61年10月1日 町制 中之島町 | 平成17年4月1日 長岡市に編入 | 長岡市 |
| 亀ヶ谷新田              | 亀ヶ谷新田              | 亀ヶ谷新田                       | 亀ヶ谷新田                       | 亀ヶ谷新田                 | 亀ヶ谷新田                 | 中野村                     | 中野村                         | 明治34年11月1日 中之島村 | 中之島村                    | 中之島村                   | 中之島村                      | 中之島村                     | 中之島村                     | 中之島村                    | 昭和61年10月1日 町制 中之島町 | 平成17年4月1日 長岡市に編入 | 長岡市 |
| 中野東村                | 中野東村                | 中野東村                         | 中野東村                         | 中野東村                   | 中野東村                   | 中野村                     | 中野村                         | 明治34年11月1日 中之島村 | 中之島村                    | 中之島村                   | 中之島村                      | 中之島村                     | 中之島村                     | 中之島村                    | 昭和61年10月1日 町制 中之島町 | 平成17年4月1日 長岡市に編入 | 長岡市 |
| 中野西村（幕府領）      | 中野西村（幕府領）      | 中野西村                         | 中野西村                         | 明治15年 中野西村          | 明治15年 中野西村          | 中野村                     | 中野村                         | 明治34年11月1日 中之島村 | 中之島村                    | 中之島村                   | 中之島村                      | 中之島村                     | 中之島村                     | 中之島村                    | 昭和61年10月1日 町制 中之島町 | 平成17年4月1日 長岡市に編入 | 長岡市 |
| 中野西村（与板藩領）    | 中野西村（与板藩領）    | 中野西村                         | 中野西村                         | 明治15年 中野西村          | 明治15年 中野西村          | 中野村                     | 中野村                         | 明治34年11月1日 中之島村 | 中之島村                    | 中之島村                   | 中之島村                      | 中之島村                     | 中之島村                     | 中之島村                    | 昭和61年10月1日 町制 中之島町 | 平成17年4月1日 長岡市に編入 | 長岡市 |
| 中野中村                | 中野中村                | 中野中村                         | 中野中村                         | 中野中村                   | 中野中村                   | 中野村                     | 中野村                         | 明治34年11月1日 中之島村 | 中之島村                    | 中之島村                   | 中之島村                      | 中之島村                     | 中之島村                     | 中之島村                    | 昭和61年10月1日 町制 中之島町 | 平成17年4月1日 長岡市に編入 | 長岡市 |
| 三島郡 海老島勇次新田   | 三島郡 海老島勇次新田   | 三島郡海老島勇次新田             | 三島郡海老島勇次新田             | 三島郡海老島勇次新田       | 三島郡海老島勇次新田       | 中野村                     | 中野村                         | 明治34年11月1日 中之島村 | 中之島村                    | 中之島村                   | 中之島村                      | 中之島村                     | 中之島村                     | 中之島村                    | 昭和61年10月1日 町制 中之島町 | 平成17年4月1日 長岡市に編入 | 長岡市 |
| 三島郡 与板村［海老島］ | 三島郡 与板村［海老島］ | 三島郡与板村［海老島］           | 三島郡与板村［海老島］           | 三島郡与板村［海老島］     | 三島郡与板村［海老島］     | 中野村                     | 中野村                         | 明治34年11月1日 中之島村 | 中之島村                    | 中之島村                   | 中之島村                      | 中之島村                     | 中之島村                     | 中之島村                    | 昭和61年10月1日 町制 中之島町 | 平成17年4月1日 長岡市に編入 | 長岡市 |

## 行政
歴代郡長
| 代 | 氏名 | 就任年月日               | 退任年月日                | 備考                   |
| -- | ---- | ------------------------ | ------------------------- | ---------------------- |
| 1  |      | 明治12年（1879年）4月9日 |                           |                        |
|    |      |                          | 大正15年（1926年）6月30日 | 郡役所廃止により、廃官 |

## 関連文献
- 上野柏郎 編『南蒲原郡史』上野竹次郎、1915年。NDLJP:948221。